# BMW serii 3
BMW serii 3 – samochód osobowy klasy średniej produkowany pod niemiecką marką BMW od 1975 roku. Od 2018 roku produkowana jest siódma generacja modelu.

## Pierwsza generacja

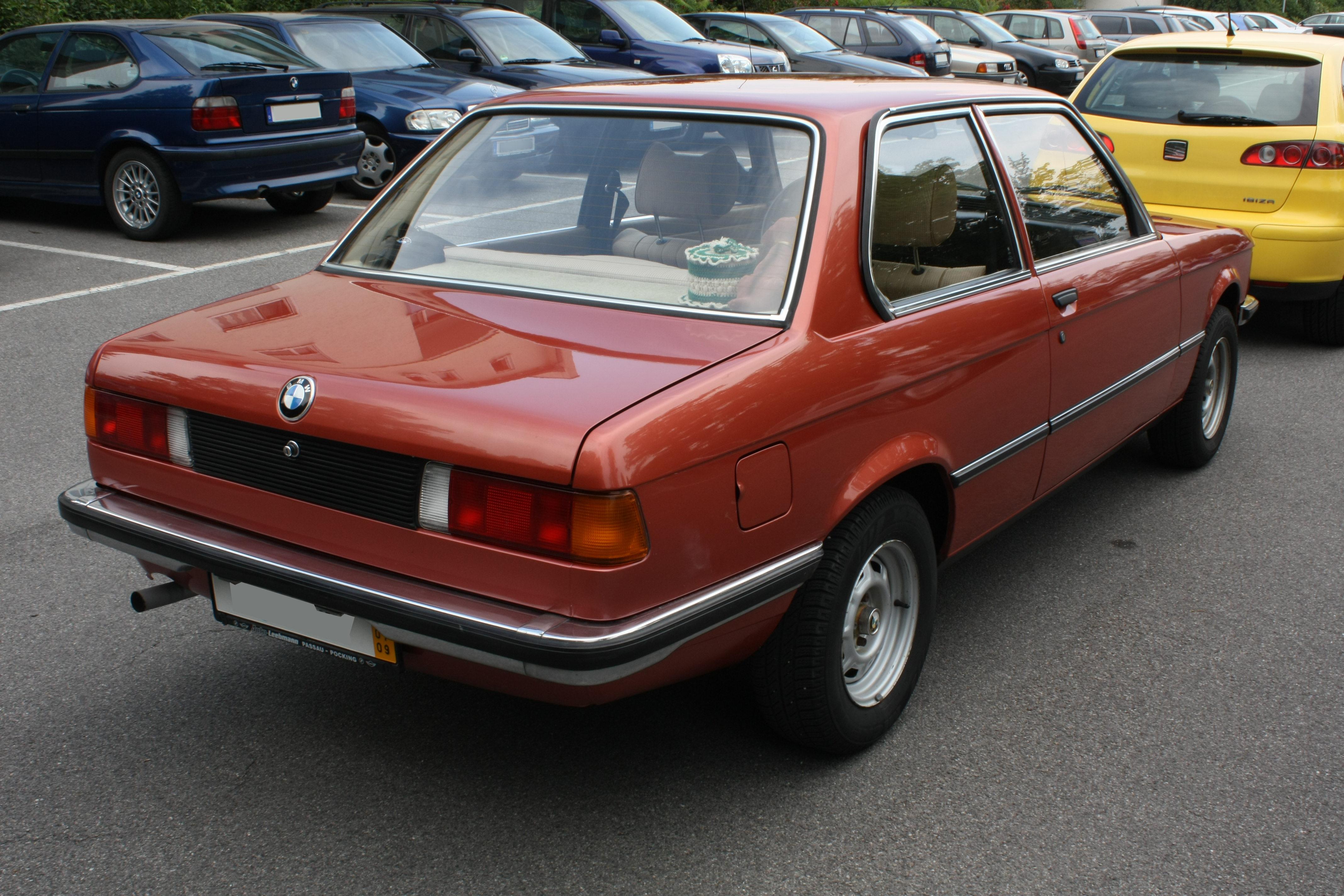
BMW serii 3 2D (E21) – tył

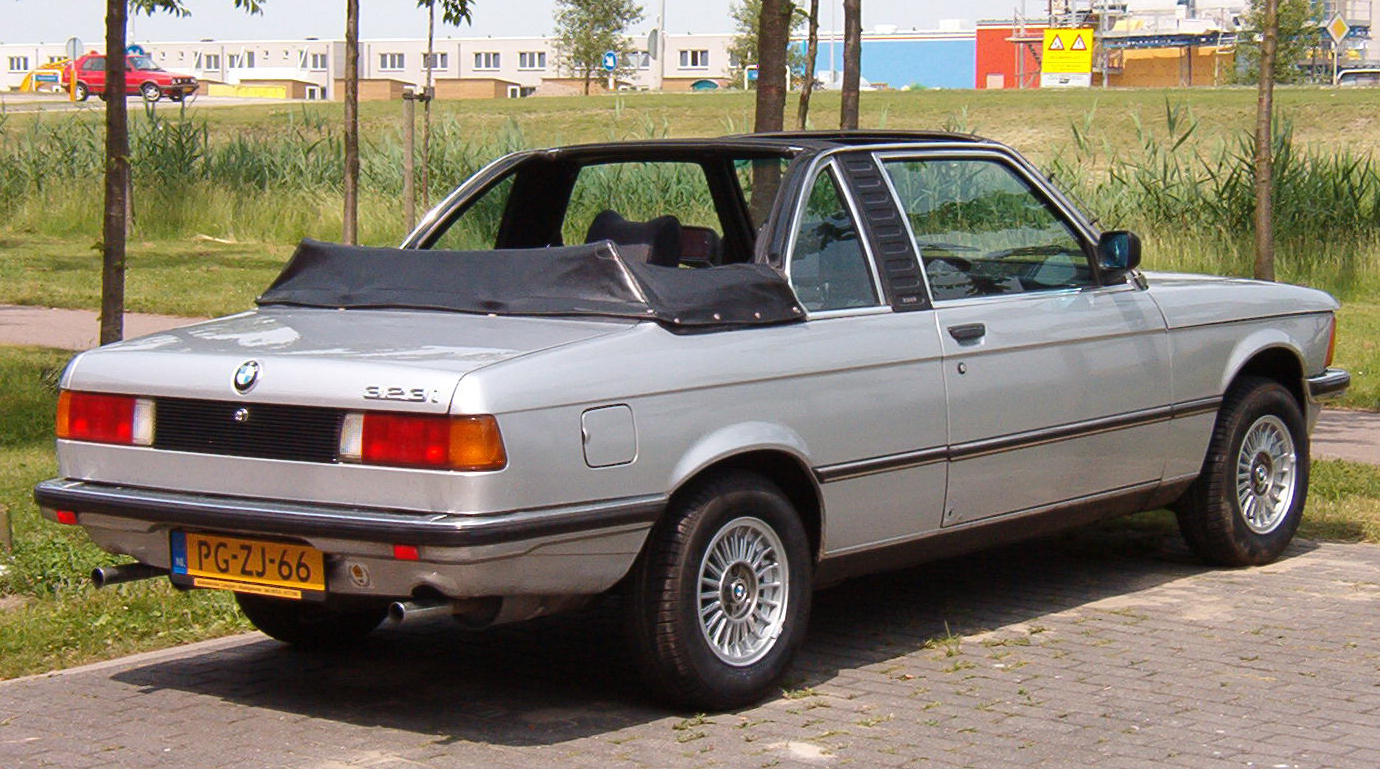
BMW serii 3 I Cabrio(E21)

BMW serii 3 I zadebiutowało w 1975 roku jako następca modelu E114.
Samochód nosił kod fabryczny E21 i był produkowany w latach 1975–1983. Dostępny był jako 2-drzwiowy sedan lub kabriolet. Zastąpił model 2002. Do napędu używano benzynowych silników R4 i R6. Moc przenoszona była tradycyjnie dla BMW na oś tylną. Samochód został zastąpiony przez model E30. Łącznie wyprodukowano 1 364 039 egzemplarzy. W plebiscycie na Europejski Samochód Roku 1976 samochód zajął 2. pozycję (za Simcą 1307).

### Rodzaje nadwozia
BMW E21 Produkowano w wersji nadwoziowej coupé. Firma BAUR zaprezentowała E21 w wersji cabrio. Wyprodukowano 4500 egzemplarzy, które sprzedawane były w salonach BMW.

### Dane techniczne
| Wersja             | Silnik:                   | Układ zasilania:   | Średnica × skok tłoka: | St. sprężania:     | Moc maksymalna:                    | Maks. moment obrotowy      | 0–100 km/h:        | V-max:             |
| Silniki benzynowe: | Silniki benzynowe:        | Silniki benzynowe: | Silniki benzynowe:     | Silniki benzynowe: | Silniki benzynowe:                 | Silniki benzynowe:         | Silniki benzynowe: | Silniki benzynowe: |
| ------------------ | ------------------------- | ------------------ | ---------------------- | ------------------ | ---------------------------------- | -------------------------- | ------------------ | ------------------ |
| '75 315            | R4 1,6 l (1574 cm³), SOHC | gaźnik             | 84,00 × 71,00 mm       | 9,5:1              | 76 KM (56 kW) przy 5800 obr./min   | 110 N·m przy 3200 obr./min | b.d.               | 154 km/h           |
| '80 316            | R4 1,8 l (1766 cm³), SOHC | gaźnik             | 88,90 × 71,12 mm       | 9,5:1              | 91 KM (67 kW) przy 5500 obr./min   | 140 Nm przy 4000 obr./min  | 12,5 s             | 163 km/h           |
| '75 320            | R4 2,0 l (1991 cm³), SOHC | gaźnik             | 89,00 × 80,00 mm       | 8,1:1              | 110 KM (81 kW) przy 5800 obr./min  | 157 Nm przy 3700 obr./min  | b.d.               | b.d.               |
| '77 320            | R6 2,0 l (1991 cm³), SOHC | gaźnik             | 80,00 × 66,00 mm       | 9,2:1              | 124 KM (91 kW) przy 6000 obr./min  | 160 Nm przy 4000 obr./min  | b.d.               | 180                |
| '75 320i           | R6 2,0 l (1991 cm³), SOHC | wtrysk Bo L-Jet    | 80,00 × 66,00 mm       | 9,8:1              | 129 KM (95 kW) przy 6000 obr./min  | 174 Nm przy 4000 obr./min  | 11,2 s             | 180 km/h           |
| '78 323i           | R6 2,3 l (2316 cm³), SOHC | wtrysk Bo L-Jet    | 80,00 × 76,80 mm       | 9,5:1              | 145 KM (107 kW) przy 6000 obr./min | 190 Nm przy 4500 obr./min  | 9,0                | 190                |

## Druga generacja

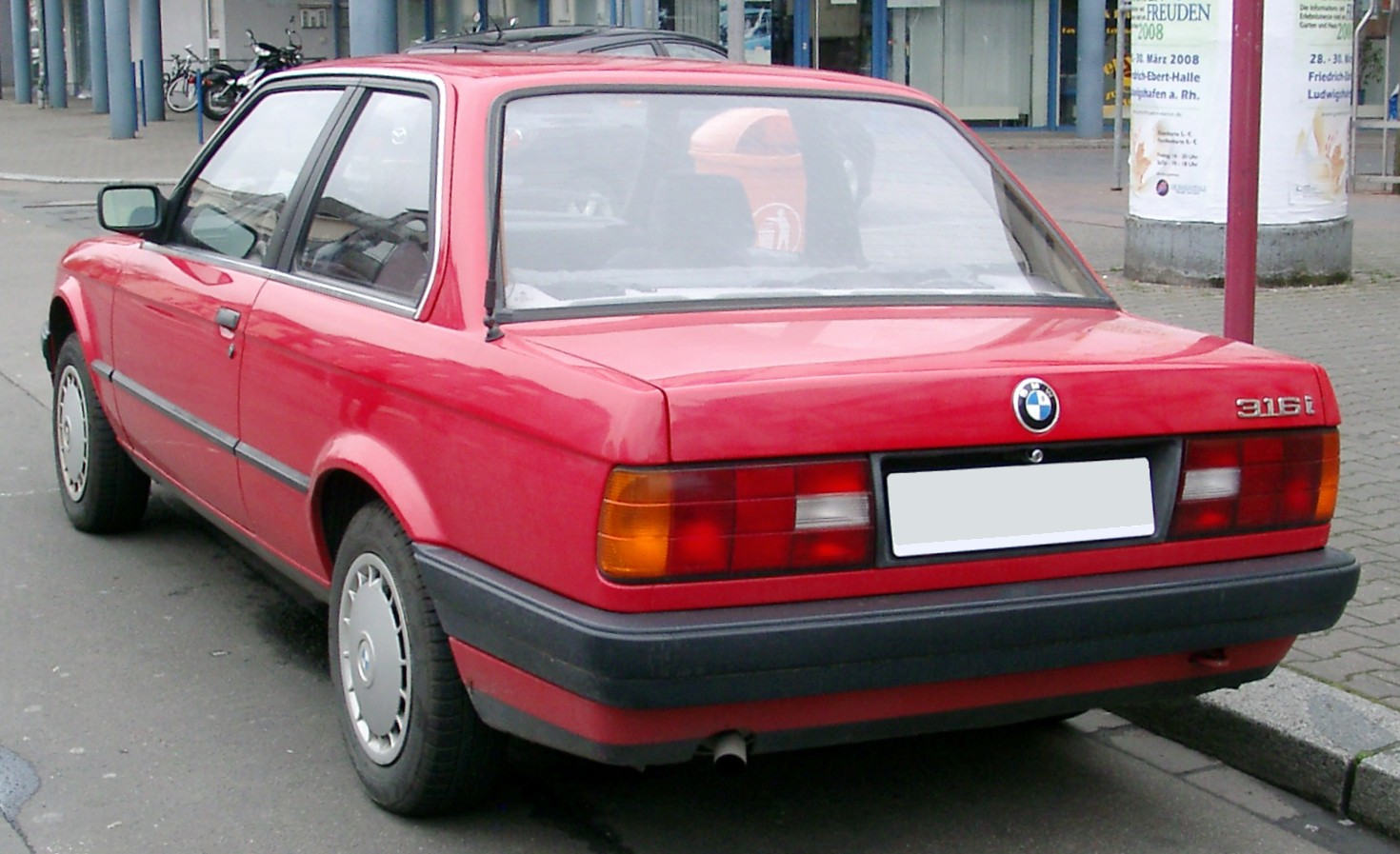
BMW serii 3 II (E30) – tył po liftingu

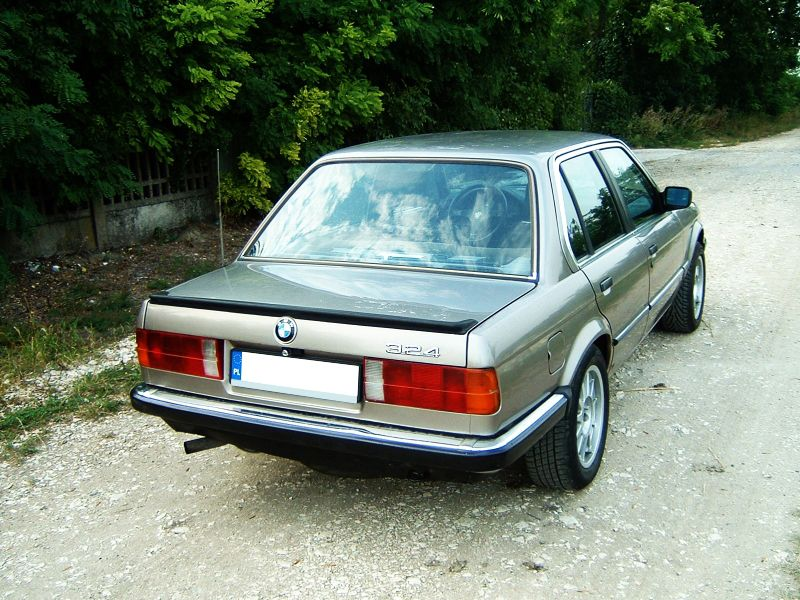
BMW serii 3 II (E30) przed liftingiem

BMW serii 3 II zadebiutowało w 1982 roku.
Samochód produkowano w latach 1982–1994 pod kodem fabrycznym E30. Model był dostępny w wielu odmianach nadwoziowych i silnikowych, z których najsłabszą odmianą jest 324d, a najmocniejszą M3. BMW E30 było też dostępne w wersji z napędem na 4 koła (BMW 325ix).
Auto powstawało w 4 wersjach nadwoziowych. Model M3 E30 w przeciągu niecałych 5 lat startów zdobył ponad 50 tytułów oraz 1500 pojedynczych zwycięstw co czyni go najbardziej utytułowanym samochodem klasy GT na świecie.
Rzadkie były także wersje: 325i (M20), 318is (M42, wyprodukowany w liczbie 41 234 sztuk, model ten był pierwszym masowo produkowanym BMW z silnikiem szesnastozaworowym) oraz 320is (S14, tzw. włoska m-ka (italo M3), wyprodukowana w liczbie 3748 sztuk – 2542 dwudrzwiowych i 1206 czterodrzwiowych – tylko na rynek włoski i portugalski). Dostęp na rynku wtórnym do aut z tymi silnikami jest mocno ograniczony, przez co ich ceny stale idą w górę.

### Wersje silnikowe
Europa:
- 1982–1988 316 – 1,6[12]/1,8[13] l, 90 KM
- 1987–1991 316i – 1.6 l, 102 KM
- 1983–1987 318i – 1.8 l, 105 KM
- 1987–1991 318i – 1.8 l, 115 KM
- 1989–1991 318is – 1.8 l, 136 KM
- 1984–1985 320i – 2.0 l, 125 KM
- 1985–1991 320i – 2.0 l, 129 KM
- 1987–1990 320is – 2.0 l, 192 KM – tak zwane włoskie M3 (Italo M3)
- 1981–1986 323i – 2.3 l, 150 KM
- 1985–1991 325i – 2.5 l, 170 KM
- 1987–1991 325iX – 2.5 l, 170 KM
- 1986–1988 M3 – 2.3 l, 200 KM
- 1989–1991 M3 Evo – 2.3 l, 215 KM
- 1989–1991 M3 Evo II – 2.5 l, 238KM
- 1985–1990 324d – 2.4 l, 86 KM
- 1987–1990 324td – 2.4 l, 115 KM

Inne rynki:
- 1984–1985 318i – 1.8 l, 101 KM – Ameryka Północna
- 1991 318iS – 1.8 l, 134 KM – Ameryka Północna
- 1984–1991 325e – 2.7 l, 121 KM – Ameryka Północna
- 1986–1991 325es – 2.7 l, 121 KM – Ameryka Północna
- 1987–1991 325i/is – 2.5 l, 168 KM – Ameryka Północna
- 1988–1991 325ix – 2.5 l, 168 KM – Ameryka Północna
- 1988–1991 M3 – 2.3 l, 192 KM – Ameryka Północna
- 1984–1990 333i – 3.2 l, 197 KM – Afryka Południowa

### Dane techniczne
| Wersja                | Silnik:                          | Układ zasilania:       | Średnica × skok tłoka: | St. sprężania:     | Moc maksymalna:                    | Maks. moment obrotowy      | 0–100 km/h:        | V-max: 220         |
| Silniki benzynowe:    | Silniki benzynowe:               | Silniki benzynowe:     | Silniki benzynowe:     | Silniki benzynowe: | Silniki benzynowe:                 | Silniki benzynowe:         | Silniki benzynowe: | Silniki benzynowe: |
| --------------------- | -------------------------------- | ---------------------- | ---------------------- | ------------------ | ---------------------------------- | -------------------------- | ------------------ | ------------------ |
| 316                   | R4 1,8 l (1767 cm³), SOHC        | gaźnik Pierburg 4/2 BE | 89,00 × 71,00 mm       | 9,5:1              | 89 KM (66 kW) przy 5500 obr./min   | 140 N·m przy 4000 obr./min | b.d.               | 175 km/h           |
| 316i                  | R4 1,6 l (1596 cm³), SOHC        | wtrysk Bo Mot          | 84,00 × 72,00 mm       | 9,0:1              | 104 KM (77 kW) przy 5500 obr./min  | 145 Nm przy 4250 obr./min  | 10,1 s             | 180 km/h           |
| 318i                  | R4 1,8 l (1767 cm³), SOHC        | wtrysk Bo L-Jet        | 89,00 × 71,00 mm       | 10,0:1             | 104 KM (77 kW) przy 5800 obr./min  | 145 Nm przy 4500 obr./min  | 10,9 s             | 183 km/h           |
| 318i                  | R4 1,8 l (1796 cm³), SOHC        | wtrysk Bo Mot          | 84,00 × 81,00 mm       | 8,8:1              | 113 KM (83 kW) przy 5500 obr./min  | 162 Nm przy 4250 obr./min  | 10,8 s             | 191 km/h           |
| 318iS                 | R4 1,8 l (1796 cm³), DOHC        | wtrysk Bo Mot          | 84,00 × 81,00 mm       | 10,0:1             | 136 KM (100 kW) przy 6000 obr./min | 172 Nm przy 4600 obr./min  | 9,4 s              | 207 km/h           |
| 320i                  | R6 2,0 l (1991 cm³), SOHC        | wtrysk Bo L-Jet        | 80,00 × 66,00 mm       | 9,8:1              | 129 KM (92 kW) przy 5800 obr./min  | 164 Nm przy 4000 obr./min  | 9,8 s              | 200 km/h           |
| 320iS                 | R4 2,0 l (1991 cm³), DOHC        | wtrysk Bo ML-Mot       | 93,40 × 72,65 mm       | 10,8:1             | 192 KM (141 kW) przy 6900 obr./min | 210 Nm przy 4900 obr./min  | 7,5 s              | 231 km/h           |
| 323i                  | R6 2,3 l (2316 cm³), SOHC        | wtrysk Bo L-Jet        | 80,00 × 76,80 mm       | 9,8:1              | 139 KM (102 kW) przy 5300 obr./min | 205 Nm przy 4000 obr./min  | 8,8 s              | 202 km/h           |
| 325i                  | R6 2,5 l (2494 cm³), SOHC        | wtrysk Bo ME-Mot       | 84,00 × 75,00 mm       | 9,7:1              | 170 KM (125 kW) przy 6250 obr./min | 226 Nm przy 4250 obr./min  | 7,7 s              | 222 km/h           |
| 325iS                 | R6 2,7 l (2693 cm³), SOHC        | wtrysk Bo ME-Mot       | 84,00 × 81,00 mm       | 9,8:1              | 198 KM (145 kW) przy 5800 obr./min | 265 Nm przy 4000 obr./min  | 7,5 s              | 225 km/h           |
| 325e                  | R6 2,7 l (2693 cm³), SOHC        | wtrysk Bo Mot          | 84,00 × 81,00 mm       | 9,0:1              | 122 KM (90 kW) przy 4250 obr./min  | 230 Nm przy 3250 obr./min  | 9,3 s              | 195 km/h           |
| 333i                  | R6 3,2 l (3210 cm³), SOHC        | wtrysk Bo L-Jet        | 89,00 × 86,00 mm       | 10,0:1             | 197 KM (145 kW) przy 5500 obr./min | 285 Nm przy 4300 obr./min  | 7,2 s              | 231 km/h           |
| M3                    | R4 2,3 l (2302 cm³), DOHC        | wtrysk Bo ML-Mot       | 93,40 × 84,00 mm       | 10,0:1             | 200 KM (147 kW) przy 6750 obr./min | 240 Nm przy 4750 obr./min  | 6,7 s              | 235 km/h           |
| M3 Evo II             | R4 2,3 l (2302 cm³), DOHC        | wtrysk                 | 93,40 × 84,00 mm       | 11,0:1             | 220 KM (162 kW) przy 6750 obr./min | 245 Nm przy 4750 obr./min  | 6,7 s              | 237 km/h           |
| Silniki wysokoprężne: |                                  |                        |                        |                    |                                    |                            |                    |                    |
| 324d                  | R6 2,4 l (2443 cm³), SOHC        | pompa Bosch            | 80,00 × 81,00 mm       | 22,0:1             | 86 KM (63 kW) przy 4600 obr./min   | 152 Nm przy 2500 obr./min  | 15,5 s             | 161 km/h           |
| 324td                 | R6 2,4 l (2443 cm³), SOHC, turbo | pompa Bosch            | 80,00 × 81,00 mm       | 22,0:1             | 115 KM (84 kW) przy 4800 obr./min  | 220 Nm przy 2400 obr./min  | 11,9 s             | 187 km/h           |
| 325td                 | R6 2,5 l (2498 cm³), SOHC, turbo | pompa Bosch            | 80,00 × 83,00 mm       | 22,0:1             | 118 KM (86 kW) przy 4800 obr./min  | 220 Nm przy 2400 obr./min  | 12,3 s             | 187 km/h           |

## Trzecia generacja

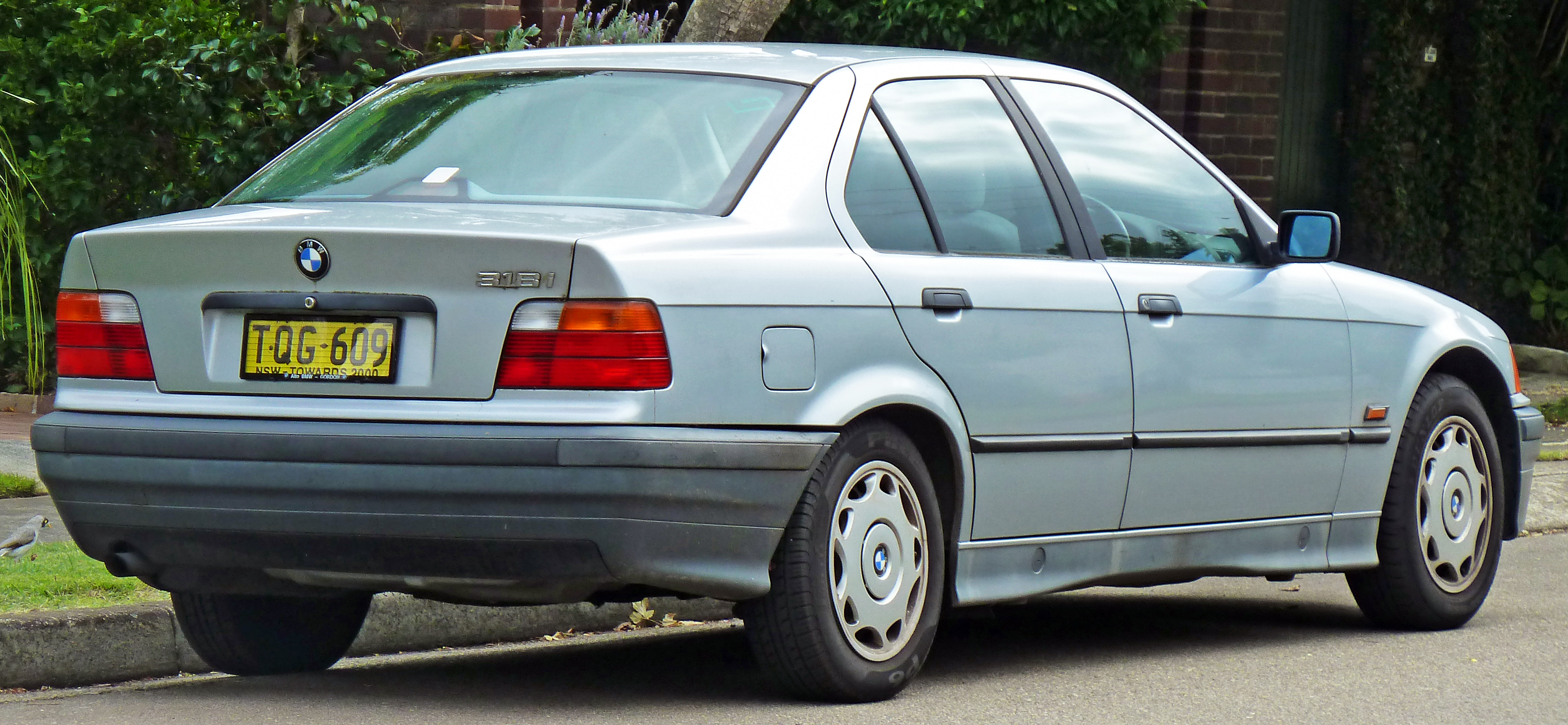
BMW serii 3 III (E36) – tył

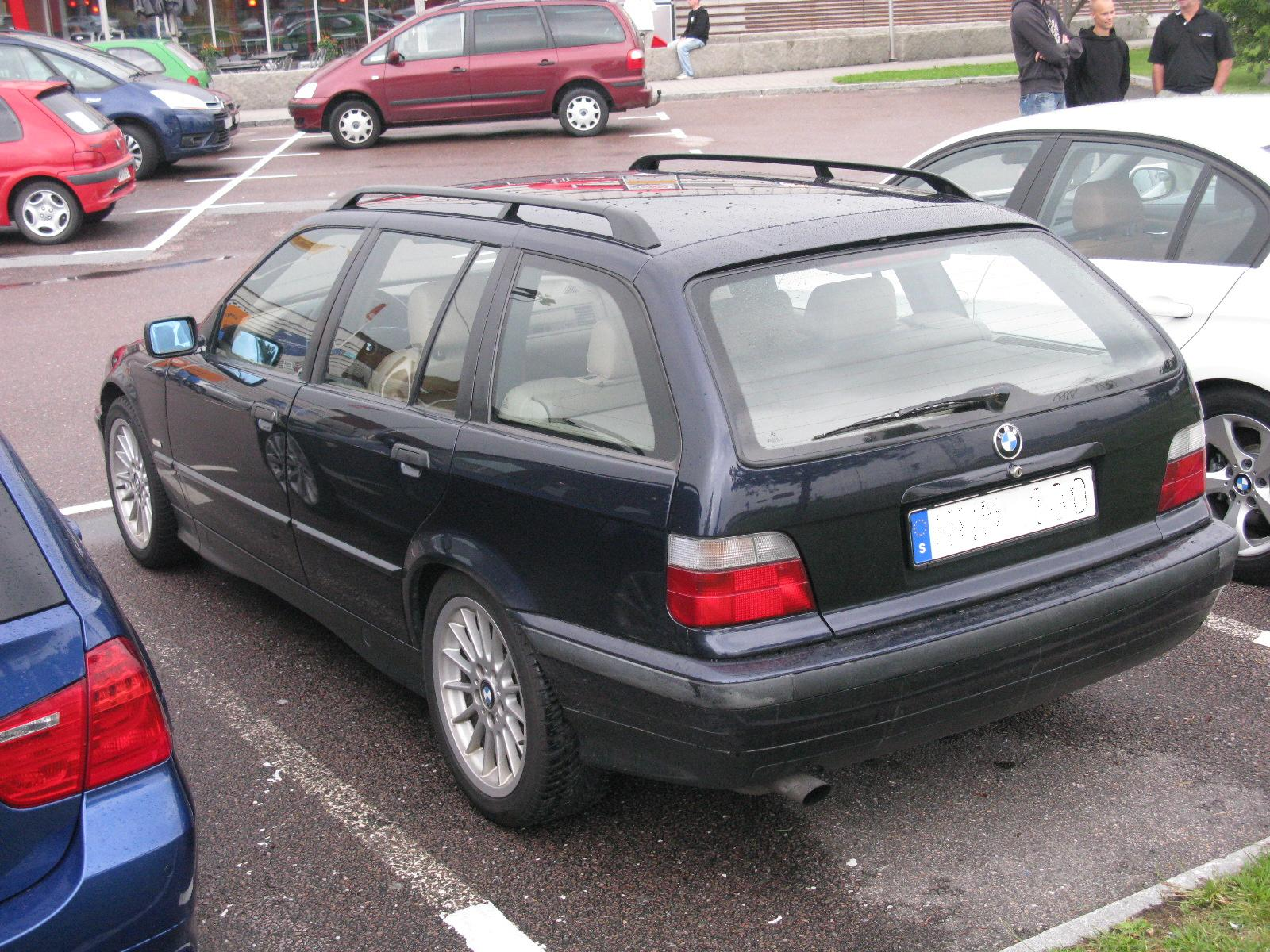
BMW serii 3 III Touring (E36) po liftingu

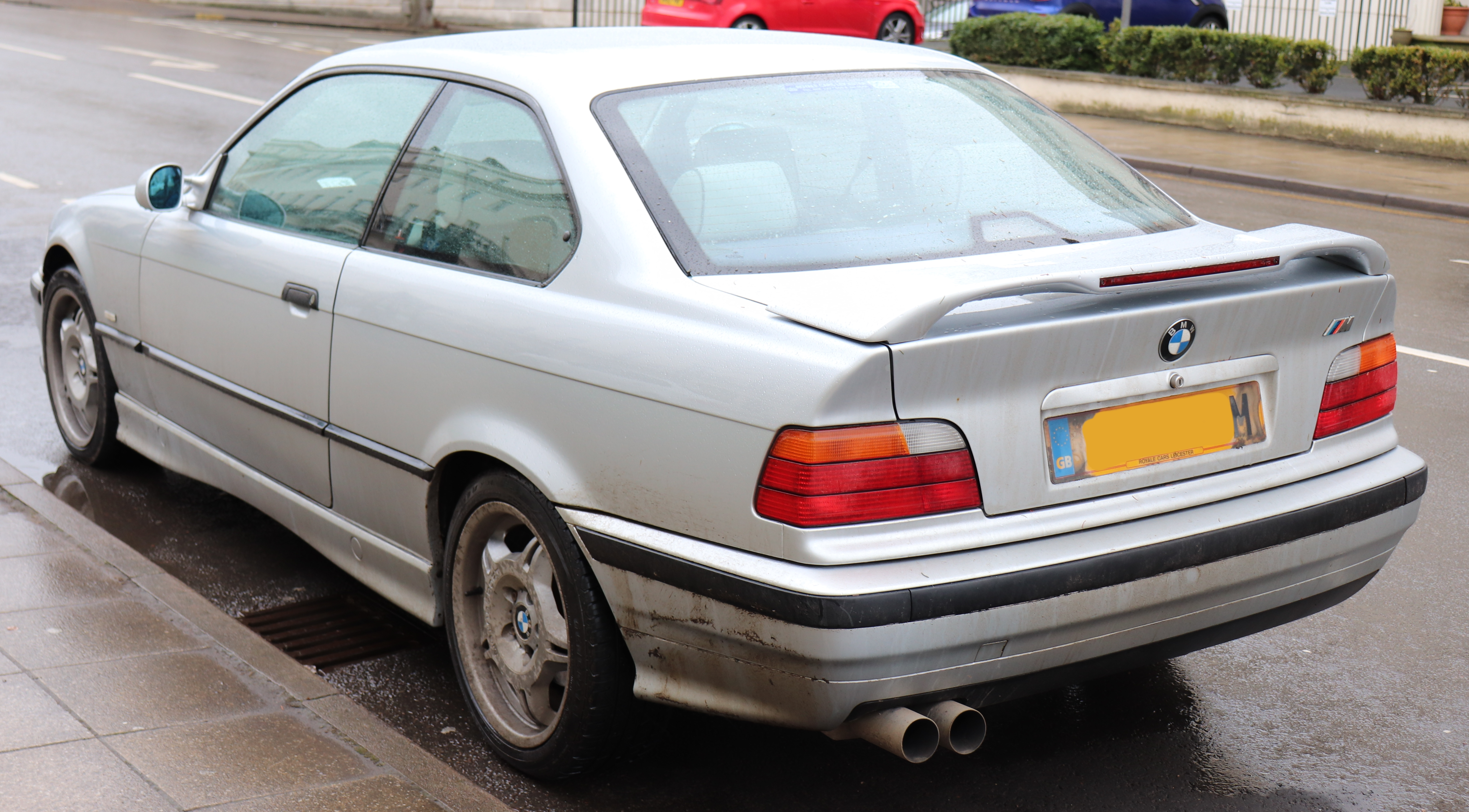
BMW serii 3 Coupe I (E36/2)

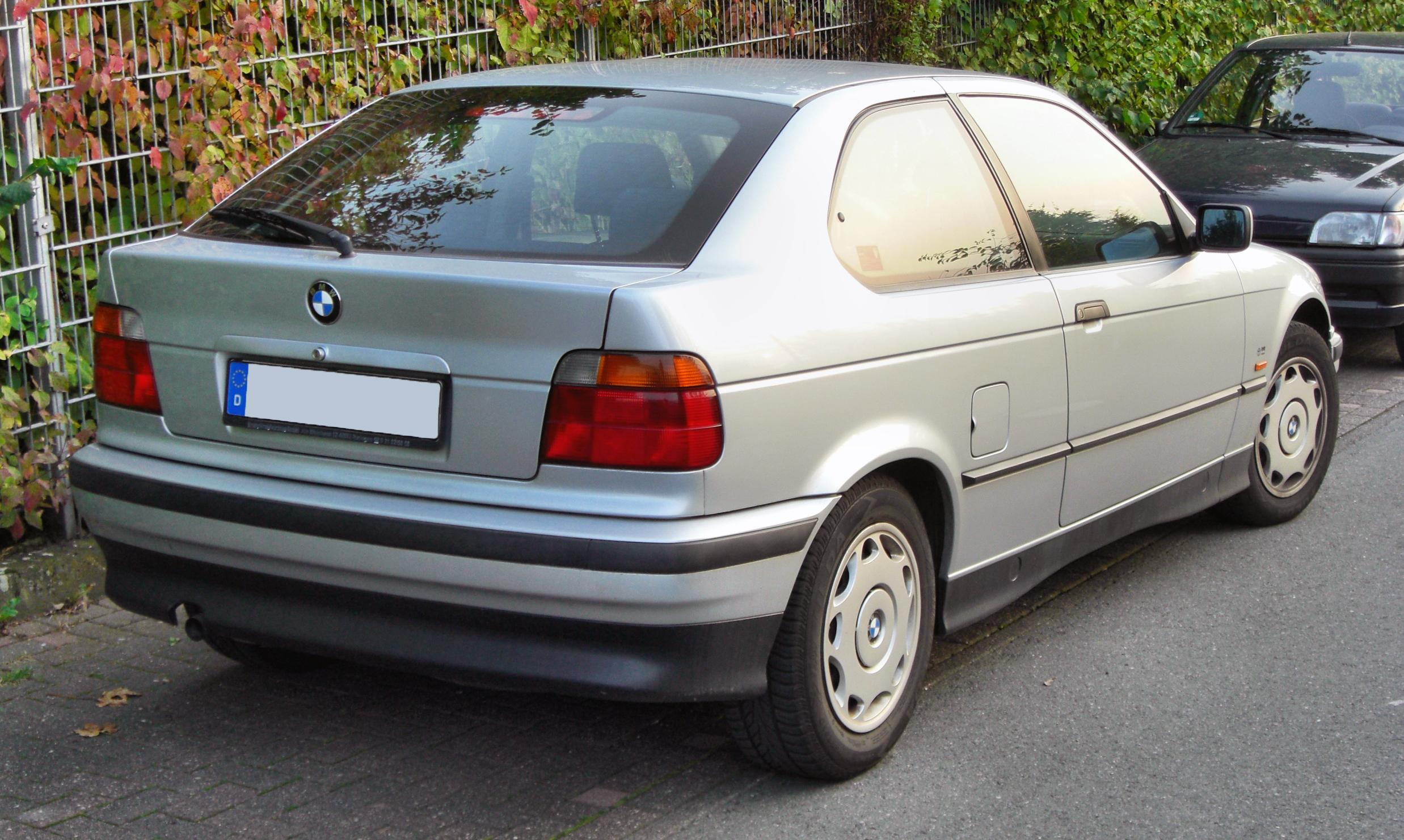
BMW serii 3 Compact I

BMW serii 3 III zadebiutowało na rynku w 1990 roku.
Samochód zastąpił drugą generację po 8 latach produkcji, otrzymując kod fabryczny E36. Gama prędko została rozbudowana do wielu odmian: limuzyna (sedan) i kombi, a także coupé, kabriolet i wyodrębniony jako oddzielny model hatchback (Compact).
Samochody serii BMW E36 występowały w kilku wersjach silnikowych: 1.6 (316i, M40); 1.6 (316i, M43); 1.8 (318i, M40); 1.8 (318i, M43); 1.8 (318is, M42); 1.8 (318is, M44); 2.0 (320i, M50); 2.0 (320i, M52); 2.5 (325i, M50); 2.5 (323i, M52); 2.8 (328i, M52). Silniki wysokoprężne: 1.7 (318tds, M41); 2.5 (325td, M51); 2.5 (325tds, M51). Wersje 2.5 oraz 2.8 dysponowały mocą od 143 (2,5tds) do 193 (2,8i) koni mechanicznych.
Najmocniejszą wersją BMW E36 było M3, dostępne z silnikiem S50 o pojemności 3,0 l i mocy 286 KM oraz S50 o pojemności 3,2 l i mocy 321 KM.

### Coupe/cabriolet
W 1991 roku przedstawiono model Seria 3 Coupe, a dwa lata później – wersję bez dachu, czyli kabriolet. Samochody, pozbawione bezpośredniej konkurencji, pełniły rolę sportowej alternatywy dla odmiany sedan. Modele oferowano do 1999 roku, kiedy to przedstawiono następców całej gamy – model E46.

### Compact
W 1993 roku BMW opracowało model oparty na serii 3 E36, lecz plasowany w niższej, kompaktowej klasie. Był to model seria 3 Compact, który pozwolił BMW zaznaczyć swoją obecność w segmencie C jako jedyny i pierwszy z segmentu premium. Samochód produkowano w innych latach i kierowano go do innej klienteli.
Koncepcja kompaktowego hatchbacka opartego na większej serii 3 spotkała się z kontynuacją w 2000 roku.

### Dane techniczne
| Wersja                | Silnik:                          | Układ zasilania:   | Średnica × skok tłoka: | St. sprężania:     | Moc maksymalna:                              | Maks. moment obrotowy                   | 0–100 km/h:        | V-max:             |
| Silniki benzynowe:    | Silniki benzynowe:               | Silniki benzynowe: | Silniki benzynowe:     | Silniki benzynowe: | Silniki benzynowe:                           | Silniki benzynowe:                      | Silniki benzynowe: | Silniki benzynowe: |
| --------------------- | -------------------------------- | ------------------ | ---------------------- | ------------------ | -------------------------------------------- | --------------------------------------- | ------------------ | ------------------ |
| 316i                  | R4 1,6 l (1596 cm³), SOHC        | wtrysk             | 84,00 × 72,00 mm       | 9,7 (9,1):1        | 102 (100) KM (75 (73) kW) przy 5500 obr./min | 150 (141) N·m przy 3900 (4250) obr./min | 12,7 (13,0) s      | 195 (192) km/h     |
| 318i                  | R4 1,8 l (1796 cm³), SOHC        | wtrysk             | 84,00 × 81,00 mm       | 9,7 (8,8):1        | 115 (113) KM (85 (83) kW) przy 5500 obr./min | 168 (162) N·m przy 3900 (4250) obr./min | 11,3 (11,5) s      | 198 (196) km/h     |
| 318iS                 | R4 1,9 l (1895 cm³), DOHC        | wtrysk Bo Mot      | 85,00 × 83,50 mm       | 10,0:1             | 140 KM (103 kW) przy 6000 obr./min           | 175(180) N·m przy 4500(4300) obr./min   | 10,2 s             | 213 km/h           |
| 320i                  | R6 2,0 l (1991 cm³), DOHC        | wtrysk             | 80,00 × 66,00 mm       | 11,0:1             | 150 KM (110 kW) przy 5900 obr./min           | 190 N·m przy 4200 obr./min              | 9,8 s              | 214 km/h           |
| 323i                  | R6 2,5 l (2494 cm³), DOHC        | wtrysk             | 84,00 × 75,00 mm       | 10,5:1             | 170 KM (125 kW) przy 5500 obr./min           | 245 N·m przy 3950 obr./min              | 8,0 s              | 227 km/h           |
| 325i                  | R6 2,5 l (2494 cm³), DOHC        | wtrysk Bo Me-Mot   | 84,00 × 75,00 mm       | 10,5:1             | 192 KM (141 kW) przy 5900 obr./min           | 245 N·m przy 4700 obr./min              | 8,0 s              | 233 km/h           |
| 325iS                 | R6 2,5 l (2494 cm³), DOHC        | wtrysk Bo Me-Mot   | 84,00 × 75,00 mm       | 10,5:1             | 192 KM (141 kW) przy 5900 obr./min           | 250 N·m przy 4200 obr./min              | 7,8 s              | 230 km/h           |
| 328i                  | R6 2,8 l (2793 cm³), DOHC        | wtrysk             | 84,00 × 84,00 mm       | 10,2:1             | 193 KM (142 kW) przy 5300 obr./min           | 280 N·m przy 3950 obr./min              | 7,3 s              | 236 km/h           |
| M3                    | R6 3,0 l (2990 cm³), DOHC        | wtrysk Bo Mot      | 86,00 × 85,80 mm       | 10,9:1             | 286 KM (210 kW) przy 7000 obr./min           | 320 N·m przy 3600 obr./min              | 6,0 s              | 250 km/h           |
| M3 Evo                | R6 3,2 l (3201 cm³), DOHC        | wtrysk Bo Mot      | 86,40 × 91,00 mm       | 11,3:1             | 321 KM (236 kW) przy 7400 obr./min           | 350 N·m przy 3250 obr./min              | 5,5 s              | 254 km/h           |
| M3 GT                 | R6 3,0 l (2990 cm³), DOHC        | wtrysk Bo Mot      | 86,00 × 85,80 mm       | 10,8:1             | 295 KM (217 kW) przy 7000 obr./min           | 323 N·m przy 3900 obr./min              | 5,9 s              | 250 km/h           |
| M3 (USA)              | R6 3,0 l (2990 cm³), DOHC        | wtrysk             | 86,00 × 85,80 mm       | 10,5:1             | 243 KM (179 kW) przy 6000 obr./min           | 305 N·m przy 4250 obr./min              | 6,0 s              | 220 km/h           |
| Silniki wysokoprężne: |                                  |                    |                        |                    |                                              |                                         |                    |                    |
| 318 tds               | R4 1,7 l (1665 cm³), SOHC, turbo | pompa Bosch        | 80,00 × 82,80 mm       | 22,0:1             | 90 KM (66 kW) przy 4400 obr./min             | 190 N·m przy 2000 obr./min              | 13,5 s             | 183 km/h           |
| 325 td                | R6 2,5 l (2497 cm³), SOHC, turbo | pompa Bosch        | 80,00 × 82,80 mm       | 22,0:1             | 118 KM (87 kW) przy 4800 obr./min            | 220 N·m przy 2400 obr./min              | 12,0 s             | 198 km/h           |
| 325 tds               | R6 2,5 l (2497 cm³), SOHC, turbo | pompa Bosch        | 80,00 × 82,80 mm       | 22,0:1             | 143 KM (105 kW) przy 4800 obr./min           | 260 N·m przy 2200 obr./min              | 10,4 s             | 214 km/h           |

## Czwarta generacja

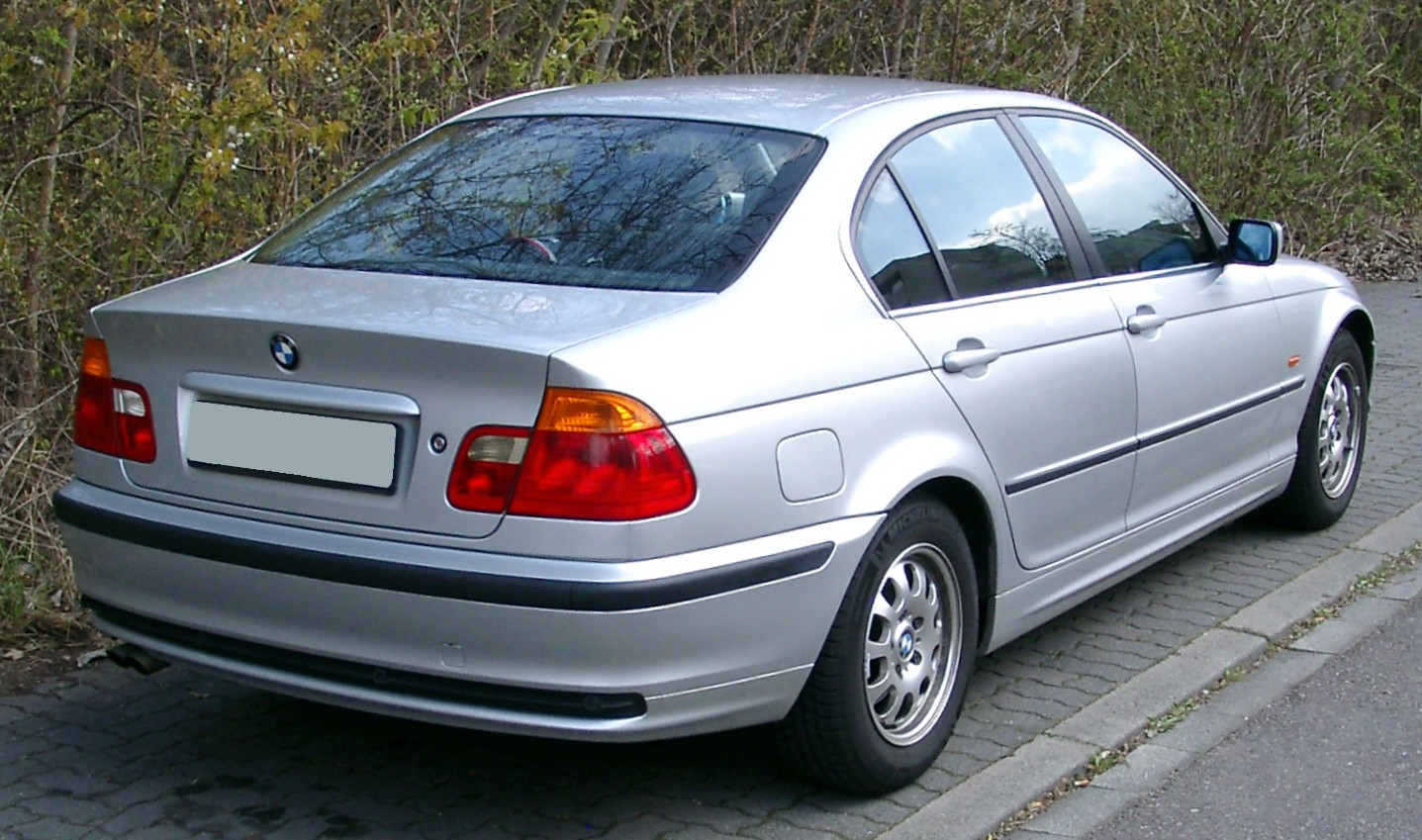
BMW serii 3 IV (E46) – tył przed liftingiem

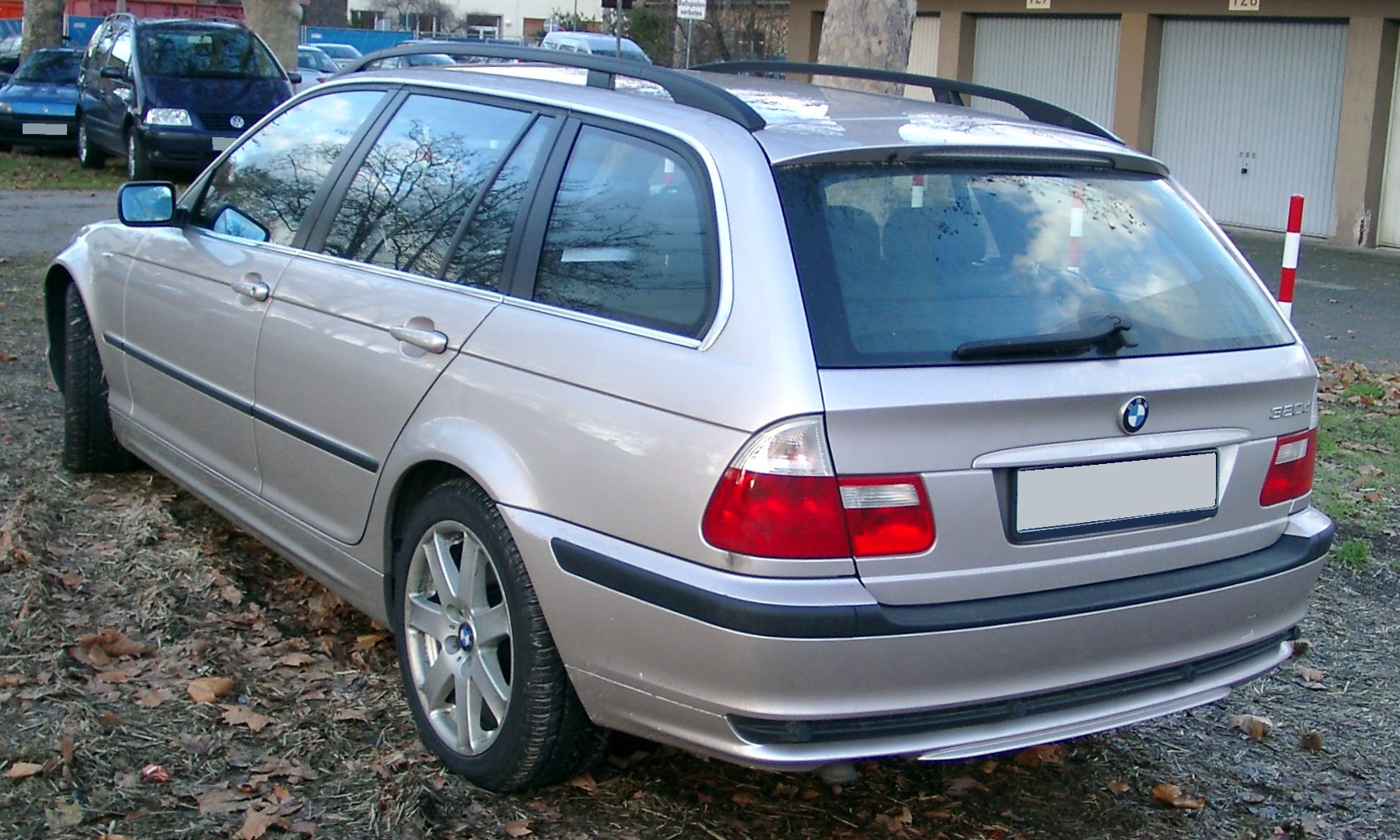
BMW serii 3 IV Touring (E46) po liftingu

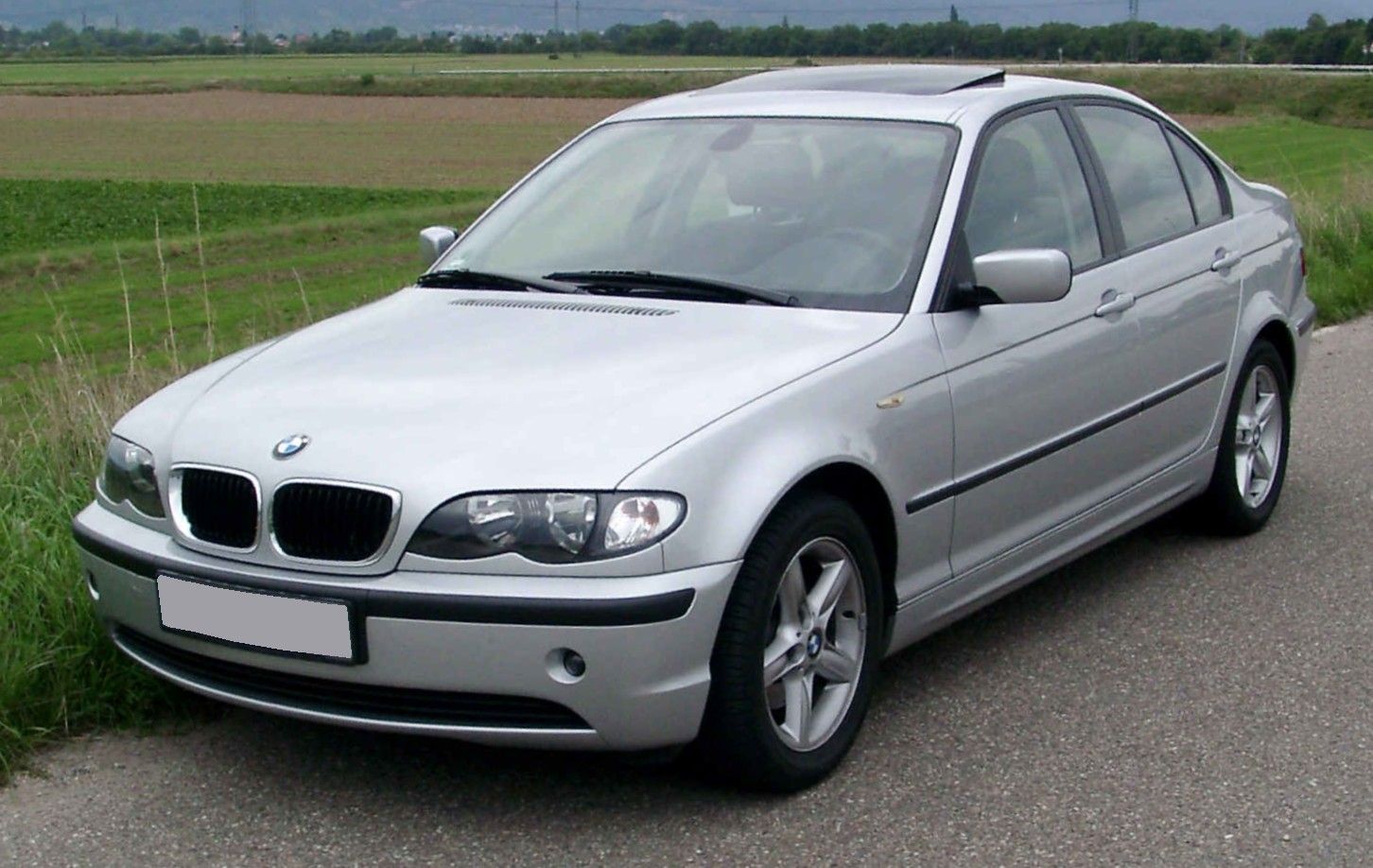
BMW serii 3 IV (E46) po liftingu

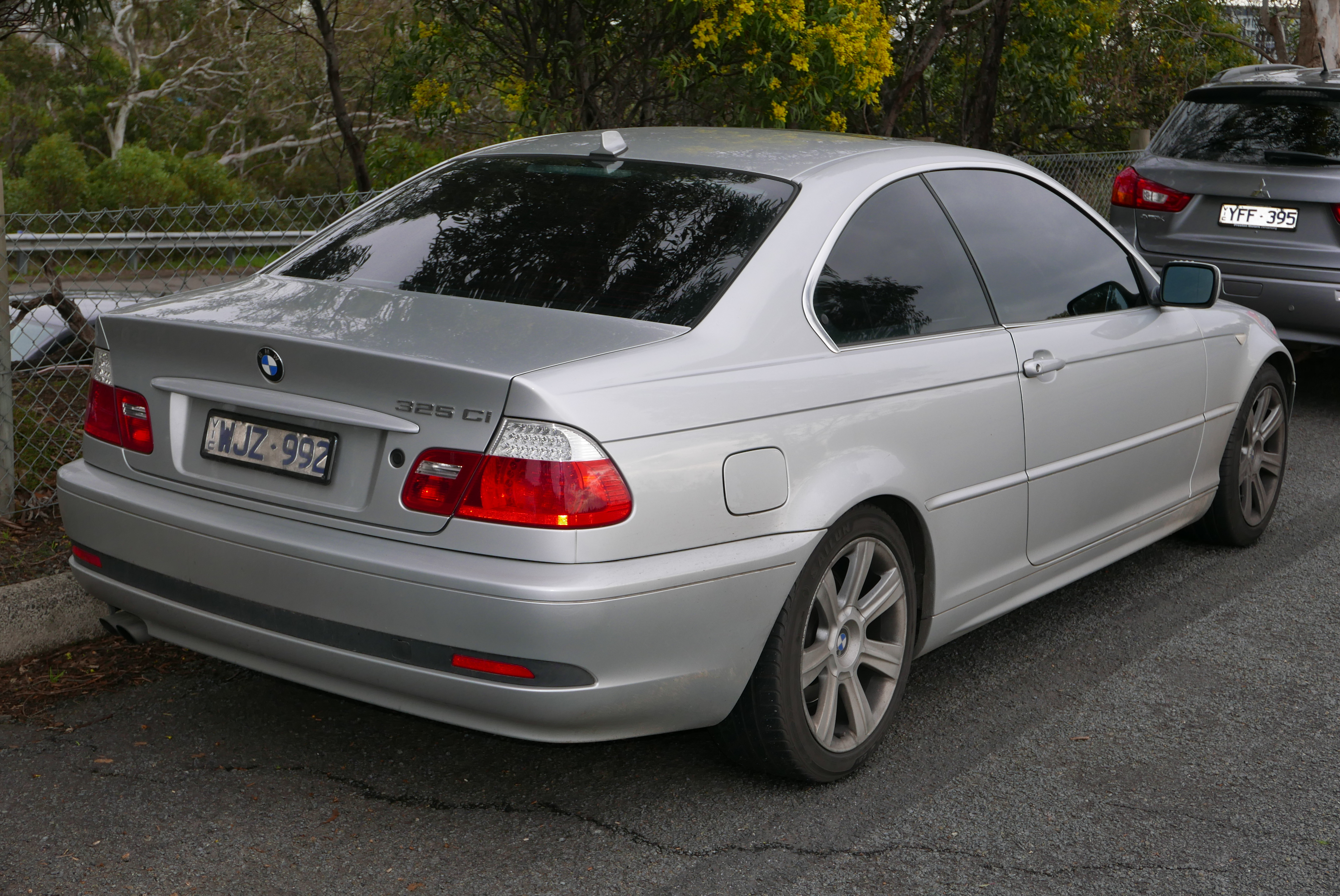
BMW serii 3 Coupe II (E46/2) – tył

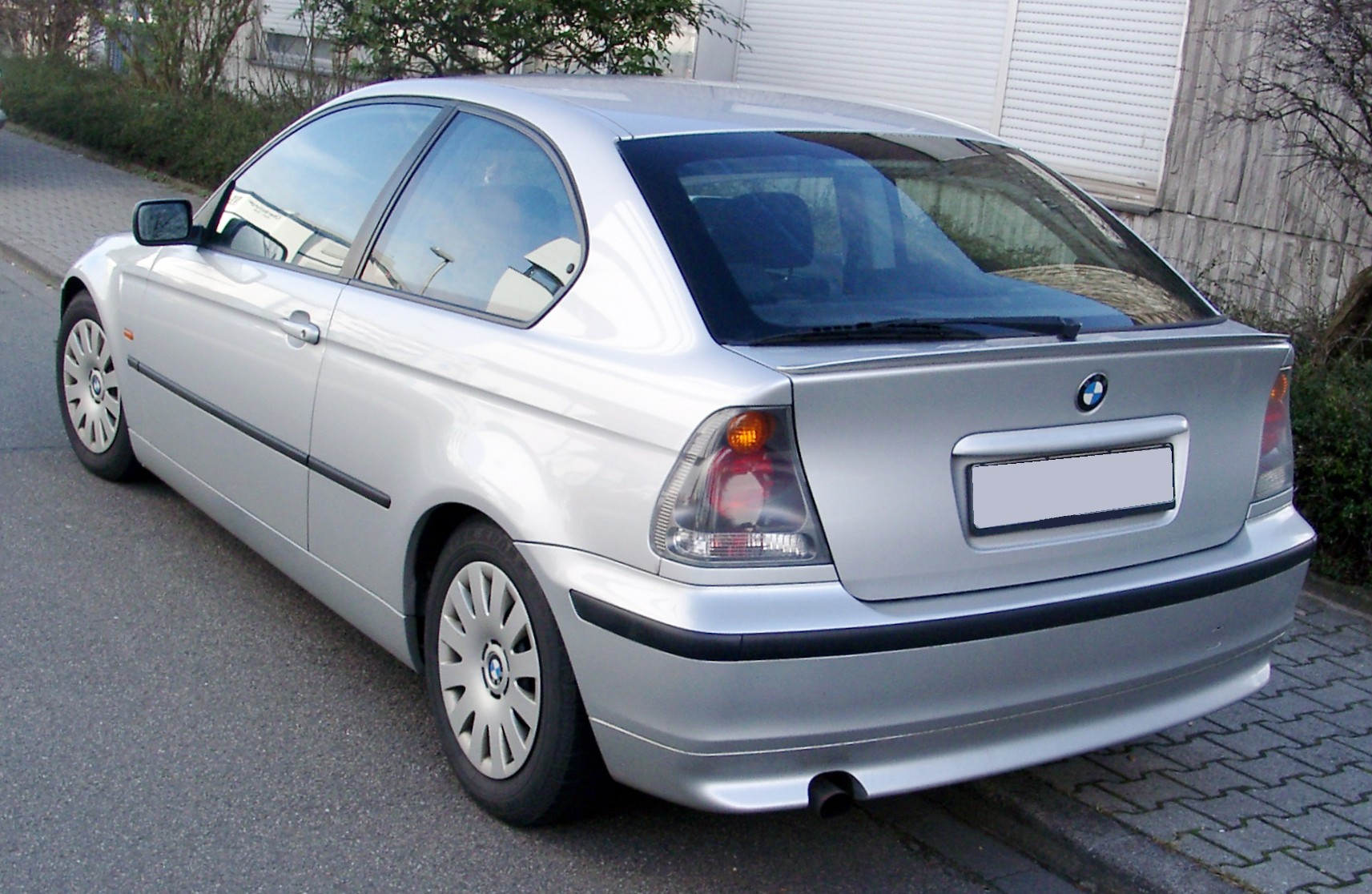
BMW serii 3 Compact II

BMW serii 3 IV zadebiutowało w 1998 roku.
Samochód trafił na rynek po 8-letnim stażu rynkowym poprzednika, otrzymując kod fabryczny E46. Auto zachowało charakterystyczne proporcje poprzednika, jednocześnie zyskując całkowicie przeprojektowany wygląd i deskę rozdzielczą.
Jego debiut rynkowy przypadł na rok 1998. Pod względem stylistycznym samochód przeszedł spore zmiany – sylwetka zyskała znacznie bardziej opływowe kształty. W kwietniu 2001 roku E46 został poddany face-liftingowi. E46 Coupe i Cabrio zostały poddane face-liftingowi w 2002 roku. Przez wszystkie lata produkcji model był wybierany do pierwszej dziesiątki najlepszych samochodów według magazynu „Car and Driver”. W 2007 roku został wycofany z produkcji.

### Coupe/cabrio
Odmiana coupe oraz cabriolet zadebiutowało rok po premierze, w 1999 roku. Samochody, pozbawione bezpośredniej konkurencji, pełniły rolę sportowej alternatywy dla odmiany sedan. Modernizacja z 2003 roku spowodowała, że obie odmiany tak jak podstawowe wersje nadwoziowe otrzymały nowe lampy – były węższe i bardziej krągłe.

### Compact
W 2000 roku BMW przedstawiło drugą generację opracowanego na serii 3 modelu kompaktowego. Samochód plasowany był, co za tym idzie, w niższym segmencie. Tym razem zachował nieco odrębny charakter względem wersji sedan, otrzymując inaczej stylizowany przód.
Wersja Compact pozostawała w produkcji zaledwie 4 lata, kiedy to zastąpiło ją BMW serii 1
| Model              | Pojemność cm³      | Układ/liczba cylindrów | Zawory             | Moc kW (KM) przy min−1 | Moment obrotowy Nm przy min−1 | Kod silnika        | Lata montażu       | 0–100 km/h         | Dostępność                         |
| Silniki benzynowe: | Silniki benzynowe: | Silniki benzynowe:     | Silniki benzynowe: | Silniki benzynowe:     | Silniki benzynowe:            | Silniki benzynowe: | Silniki benzynowe: | Silniki benzynowe: | Silniki benzynowe:                 |
| ------------------ | ------------------ | ---------------------- | ------------------ | ---------------------- | ----------------------------- | ------------------ | ------------------ | ------------------ | ---------------------------------- |
| 316i               | 1895               | R4                     | 8                  | 77 (105)/ 5300         | 165/ 2500                     | M43TU B19          | 1998–2001          | 12,2 s             | Sedan                              |
| 316i/ti            | 1796               | R4                     | 16                 | 85 (116)/ 5500         | 175/ 3750                     | N42/N46 B18        | 2001–2005          | 10,9 s             | Sedan/Touring/Compact              |
| 318i/Ci            | 1895               | R4                     | 8                  | 87 (118)/ 5500         | 180/ 3900                     | M43TU B19          | 1998–2001          | 10,4 s             | Sedan/Touring/Coupe                |
| 318i/Ci/ti         | 1995               | R4                     | 16                 | 105 (143)/ 6000        | 200/ 3750                     | N42/N46 B20        | 2001–2007          | 9,3 s              | Sedan/Touring/Coupe/Cabrio/Compact |
| 318Ci              | 1995               | R4                     | 16                 | 110 (150)/ 6200        | 190/ 3500                     | N46 B20            | 2005–2007          | 9,9 s              | Coupe/Cabrio                       |
| 320i/Ci            | 1991               | R6                     | 24                 | 110 (150)/ 5900        | 190/ 3500                     | M52TU B20          | 1998–2000          | 9,9 s              | Sedan/Touring/Coupe/Compact        |
| 320i/Ci            | 2171               | R6                     | 24                 | 125 (170)/ 6100        | 210/ 3500                     | M54 B22            | 2000–2007          | 8,0 s              | Sedan/Touring/Coupe/Cabrio         |
| 323i/Ci            | 2494               | R6                     | 24                 | 125 (170)/ 5500        | 245/ 3500                     | M52TU B25          | 1998–2000          | 8,0 s              | Sedan/Coupe/Cabrio                 |
| 325i/Ci/ti/xi      | 2494               | R6                     | 24                 | 141 (192)/ 6000        | 245/ 3500                     | M54 B25            | 2000–2007          | 7,2 s              | Sedan/Touring/Coupe/Cabrio/Compact |
| 328i/Ci            | 2793               | R6                     | 24                 | 142 (193)/ 5500        | 280/ 3500                     | M52TU B28          | 1998–2000          | 7,0 s              | Sedan/Touring/Coupe                |
| 330i/Ci/xi         | 2979               | R6                     | 24                 | 170 (231)/ 5900        | 300/ 3500                     | M54 B30            | 2000-2006          | 6,5 s              | Sedan/Touring/Coupe                |
| M3                 | 3246               | R6                     | 24                 | 252 (343)/ 7900        | 365/ 4900                     | S54 B32            | 2000–2007          | 5,2 s              | Coupe/Cabrio                       |
| M3 CSL             | 3246               | R6                     | 24                 | 265 (360)/ 7900        | 370/ 4900                     | S54 B32            | 2002–2005          | 4,6 s              | Coupe                              |
| M3 GTR             | 3997               | V8                     | 32                 | 309 (420)/ 7500        | 480/ 5000                     | P60 B40            | 2001-2005          | 3,7 s              | Coupe                              |

| Model                 | Pojemność cm³         | Układ/liczba cylindrów | Zawory                | Moc kW (KM) przy min−1 | Moment obrotowy Nm przy min−1 | Kod silnika           | Lata montażu          | 0–100 km/h            | Dostępność                         |
| Silniki wysokoprężne: | Silniki wysokoprężne: | Silniki wysokoprężne:  | Silniki wysokoprężne: | Silniki wysokoprężne:  | Silniki wysokoprężne:         | Silniki wysokoprężne: | Silniki wysokoprężne: | Silniki wysokoprężne: | Silniki wysokoprężne:              |
| --------------------- | --------------------- | ---------------------- | --------------------- | ---------------------- | ----------------------------- | --------------------- | --------------------- | --------------------- | ---------------------------------- |
| 318d/td               | 1951                  | R4                     | 16                    | 85 (116)/ 4000         | 265/ 1750                     | M47 D20               | 2002–2003             | 10,7 s                | Sedan Touring Compact              |
| 318d/td               | 1995                  | R4                     | 16                    | 85 (116)/ 4000         | 280/ 1750                     | M47 D20TÜ             | 2003–2005             | 10,7 s                | Sedan Touring Compact              |
| 320d                  | 1951                  | R4                     | 16                    | 100 (136)/ 4000        | 280/ 1750                     | M47 D20               | 1998–2001             | 9,9 s                 | Sedan Touring                      |
| 320d/td/cd            | 1995                  | R4                     | 16                    | 110 (150)/ 4000        | 330/ 2000                     | M47 D20TÜ             | 2001–2006             | 8,9 s                 | Sedan Touring Coupe Cabrio Compact |
| 330d/xd               | 2926                  | R6                     | 24                    | 135 (184)/ 4000        | 390/ 1750                     | M57 D30               | 1999–2003             | 7,8 s                 | Sedan Touring                      |
| 330d/cd/xd            | 2993                  | R6                     | 24                    | 150 (204)/ 4000        | 410/ 1500                     | M57 D30TÜ             | 2003–2006             | 7,2 s                 | Sedan Touring Coupe Cabrio         |

## Piąta generacja

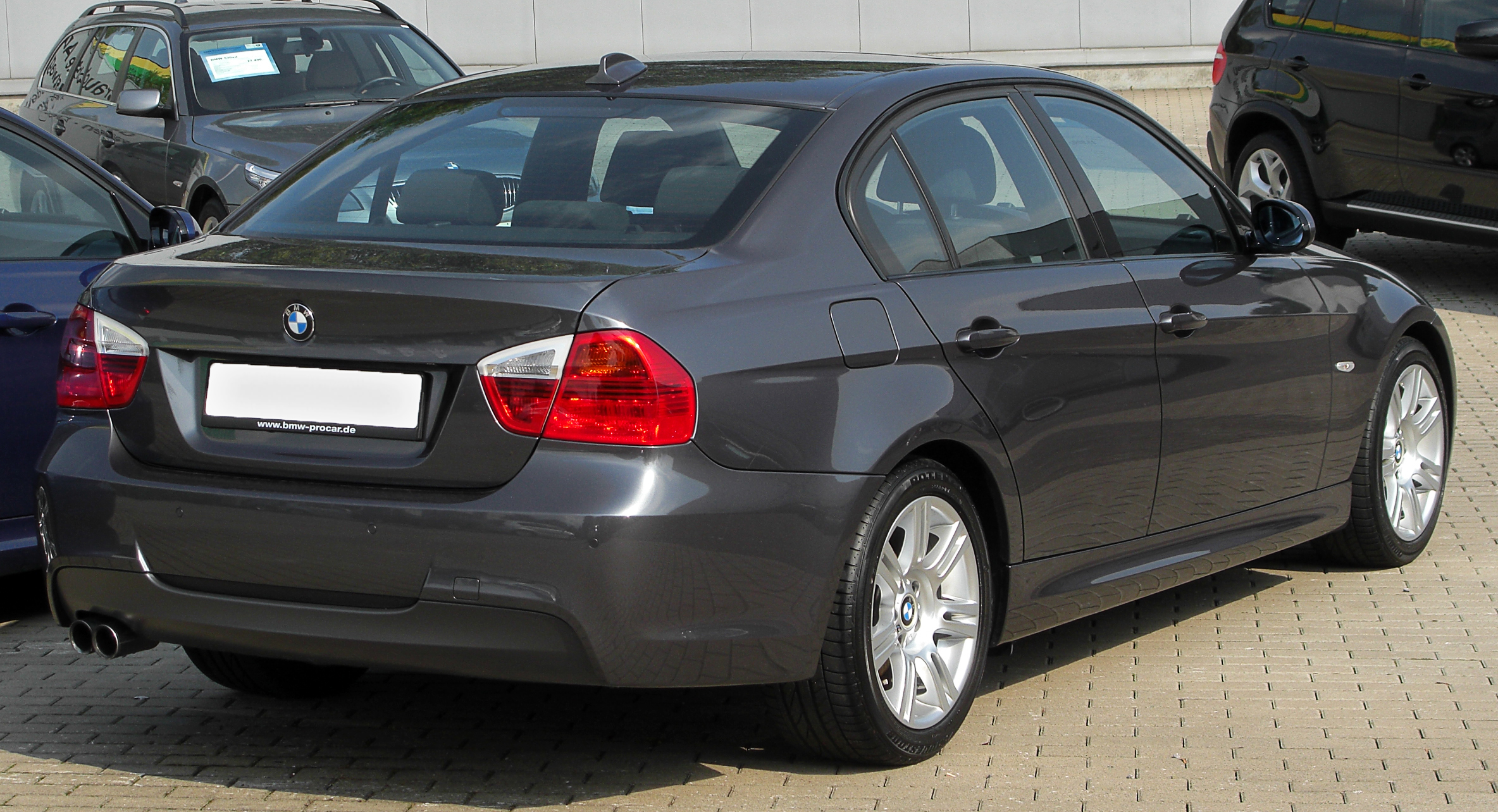
BMW serii 3 V (E90) – tył z pakietem stylistycznym M przed liftingiem

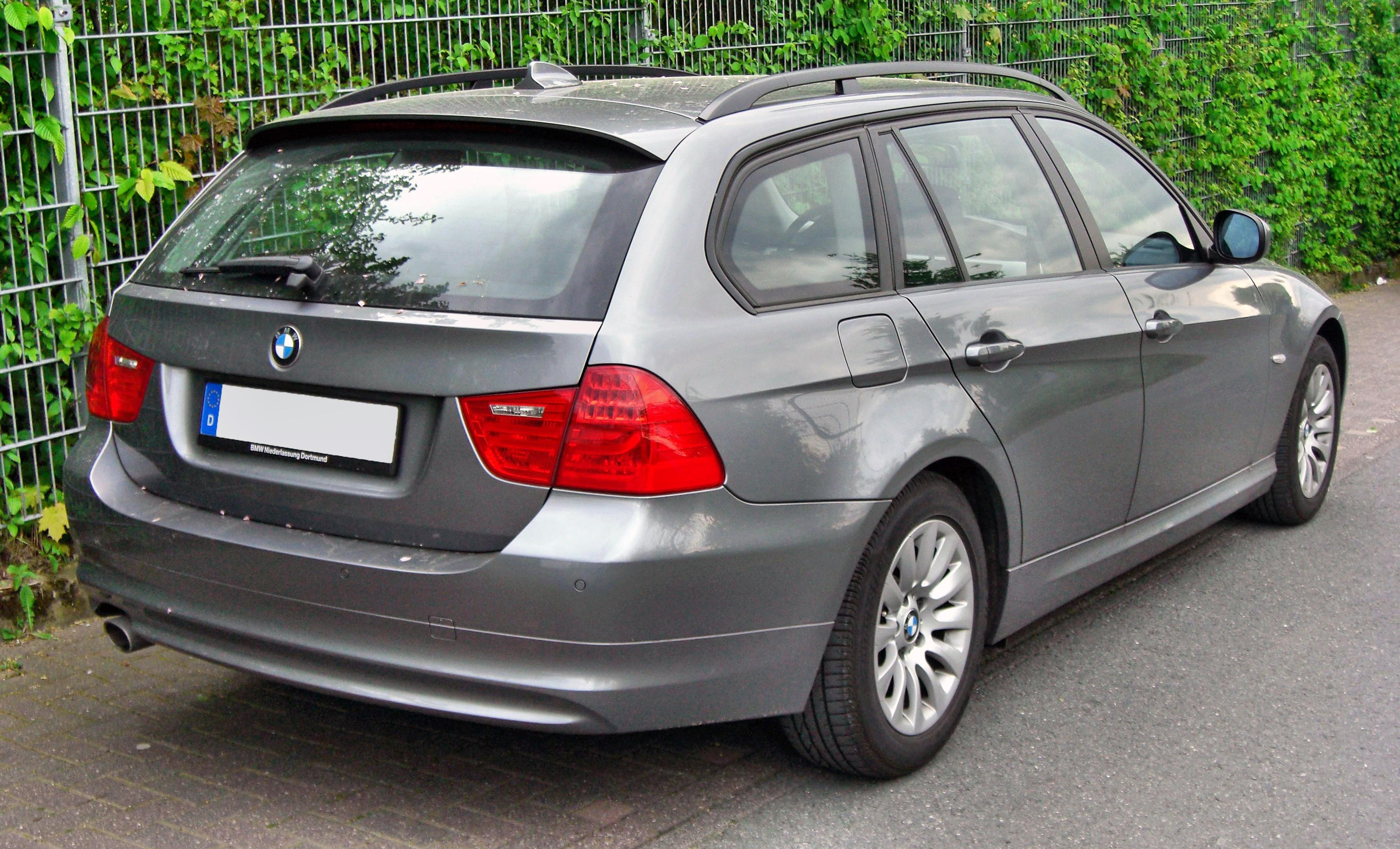
BMW serii 3 V Touring (E91) po liftingu

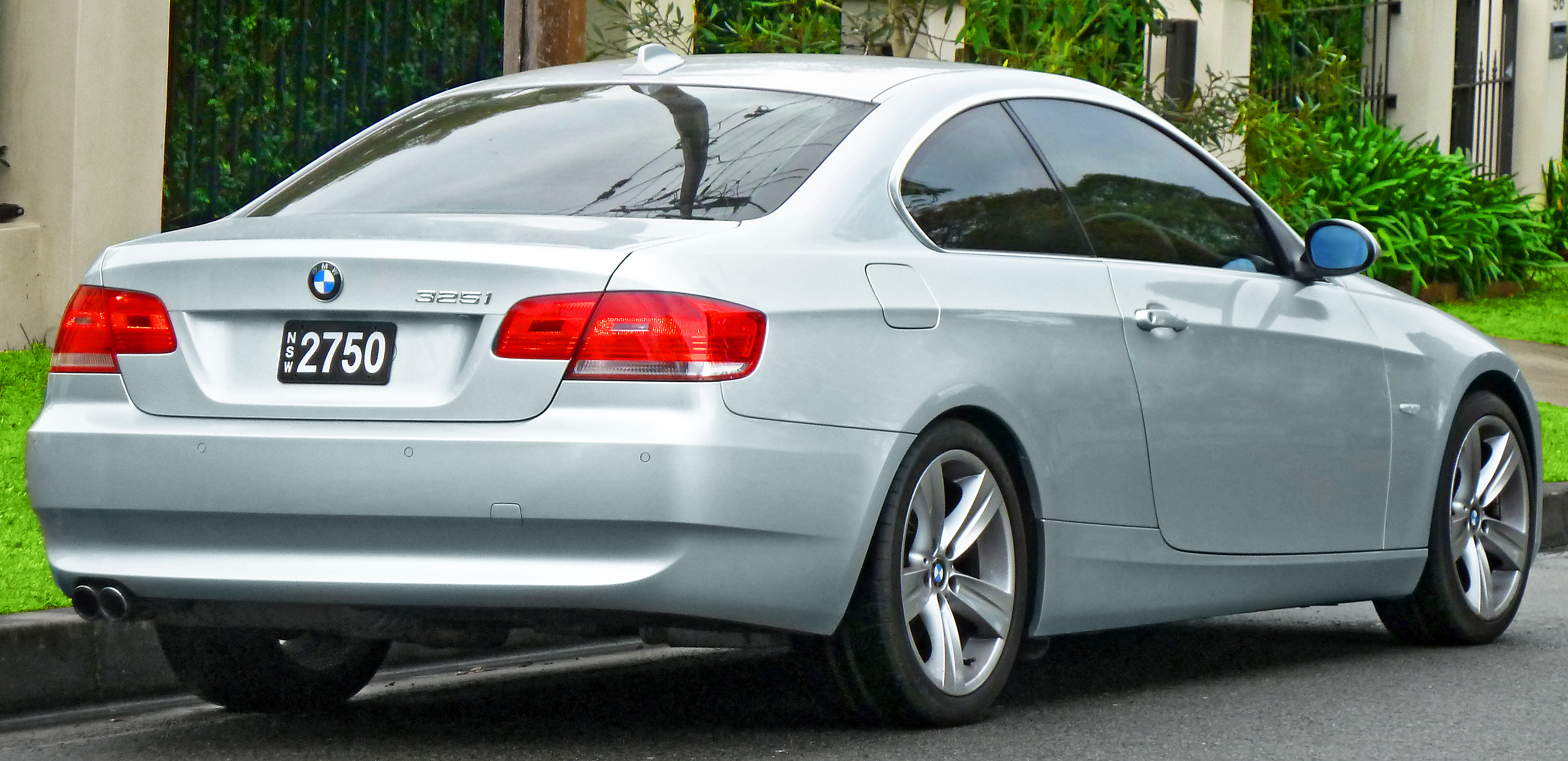
BMW serii 3 V Coupe (E92) – tył

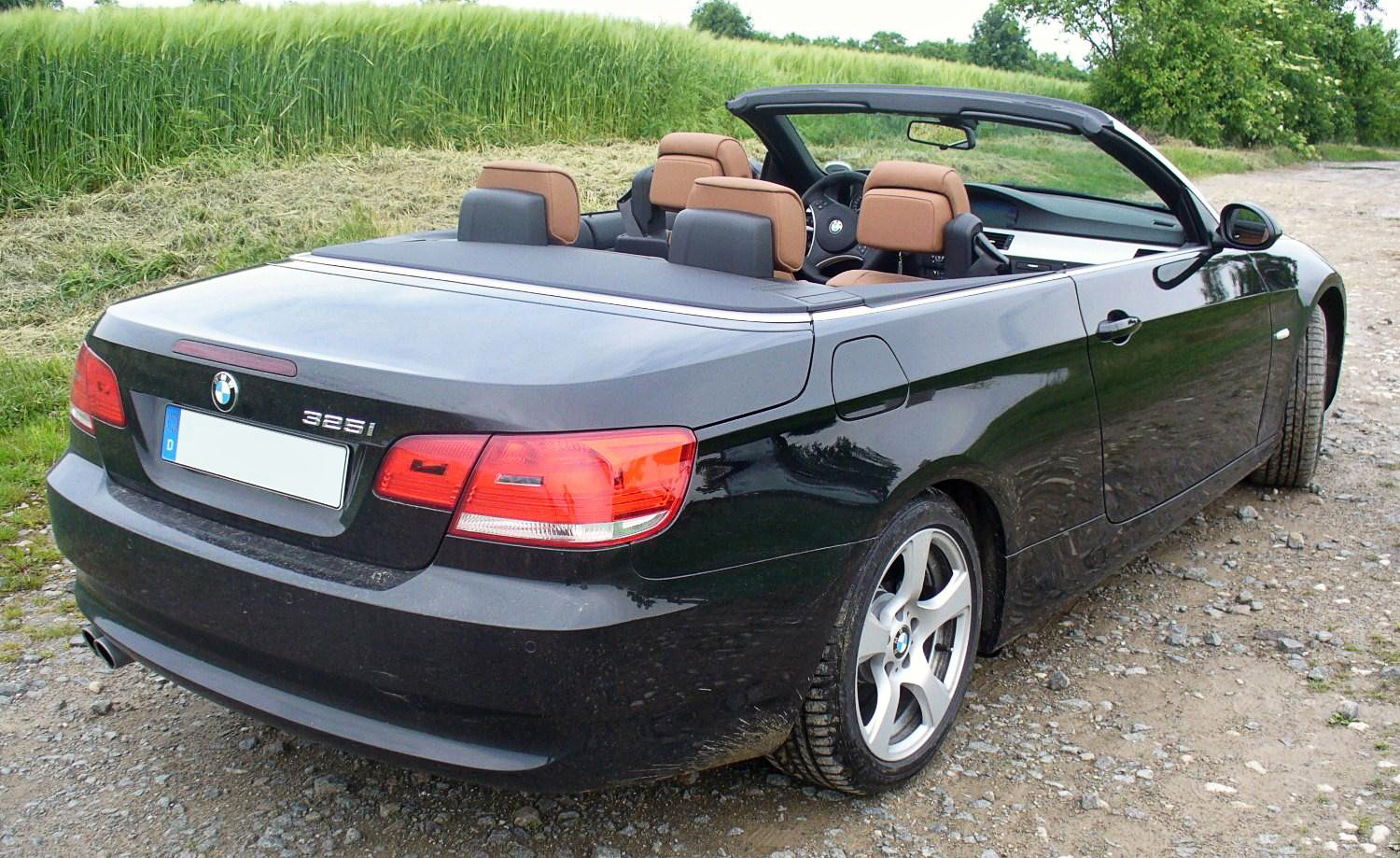
BMW serii 3 V Cabriolet (E93)

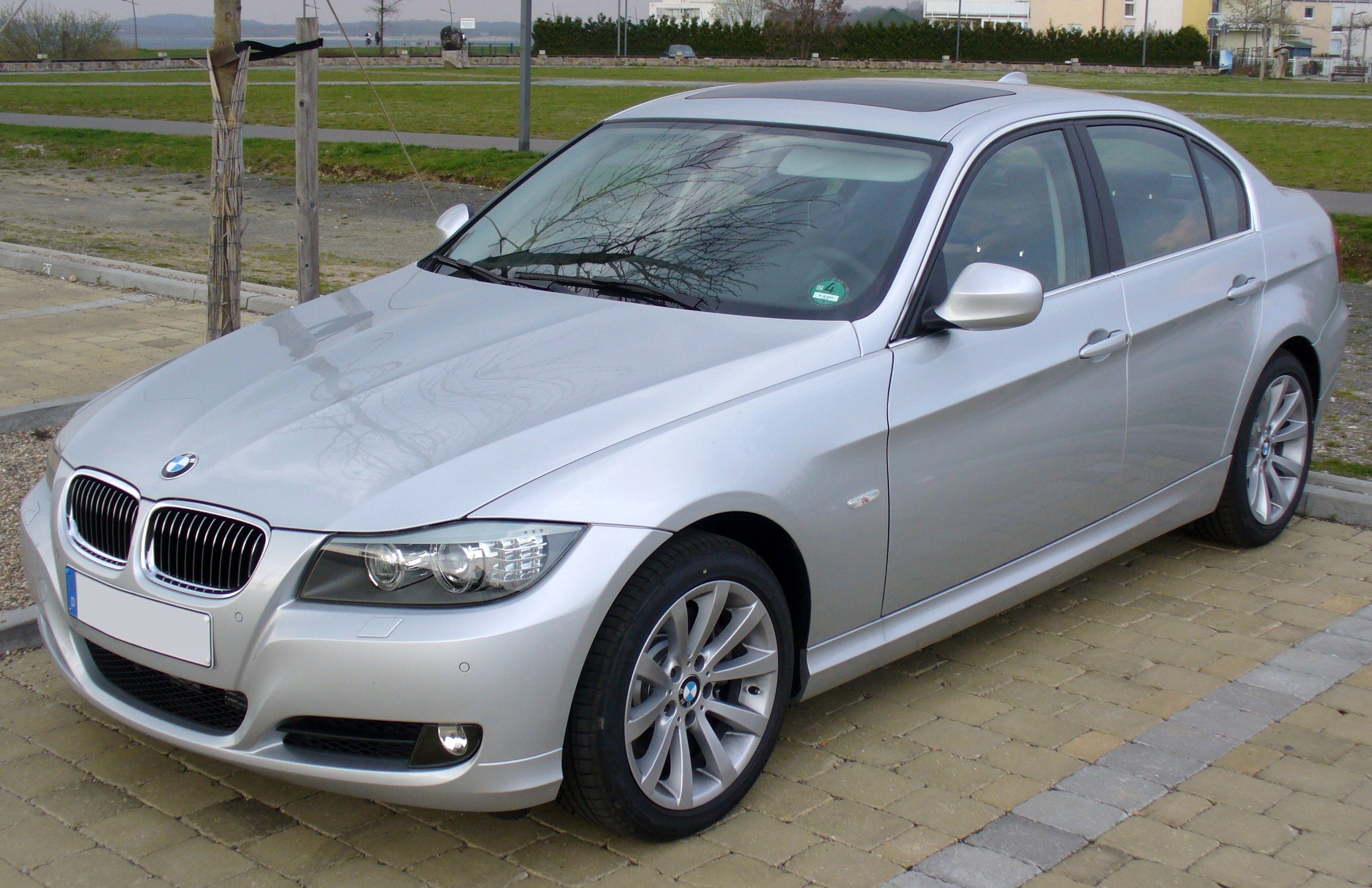
BMW serii 3 V (E90) po liftingu

BMW serii 3 V zadebiutowało po raz pierwszy pod koniec 2004 roku.
Samochód zastąpił poprzednika po 6 latach produkcji, zachowując zaktualizowany styl marki przy takich samych proporcjach nadwozia. Nadano mu fabryczny kod E90 dla sedana oraz E91 dla kombi. W porównaniu z BMW E46, samochód jest dłuższy o 5 i szerszy o 8 cm. Zwiększenie wymiarów nie spowodowało znaczącego wzrostu masy. Po raz pierwszy w modelu zastosowano system iDrive połączony z zestawem GPS. Od początku paleta silnikowa była bogata, tworzyły ją silniki benzynowe 320i (150 KM), 325i (218 KM) i 330i (258 KM) oraz diesle 320d (163 KM) i 330d (231KM). Jesienią 2005 roku zaoferowano wersję kombi (E91) i napęd na cztery koła. W 2006 roku na rynek wprowadzono wersję Coupe oznaczoną symbolem (E92). W marcu 2007 roku dołączył kabriolet (E93).
W 2006 roku model zajął w konkursie na Światowy Samochód Roku 1. pozycję.
We wrześniu 2008 auto przeszło face lifting. Różnice w wyglądzie zewnętrznym polegały na przemodelowaniu:
- przednich oraz tylnych reflektorów,
- zderzaków, progów,
- maski,
- lusterek,
- klapy bagażnika.

Zwiększono moc jednostek napędowych oraz wprowadzono nowe wzory felg aluminiowych.

### Coupe/coupe-cabrio
Odmiany coupe oraz coupe-cabriolet zadebiutowały kolejno w 2006 oraz w 2007 roku. Na tle poprzedników, samochody zyskały całkowicie odrębny i unikalny charakter, co wyrażał inaczej stylizowany przód oraz zupełnie inny kształt tylnych lamp, a także inne kody fabryczne – E92 oraz E93. Po raz pierwszy wariant cabriolet zastąpił coupe-cabrio z twardym składanym dachem. W przeciwieństwie do poprzedników, tym razem opisywane wersje pełniły rolę bardziej luksusowych wariantów.

### Dane techniczne
| Wersja                | Silnik:                               | Układ zasilania:   | Średnica × skok tłoka: | St. sprężania:     | Moc maksymalna:                    | Maks. moment obrotowy           | 0–100 km/h:        | V-max:             | Śr. zużycie paliwa | produkcja          |
| Silniki benzynowe:    | Silniki benzynowe:                    | Silniki benzynowe: | Silniki benzynowe:     | Silniki benzynowe: | Silniki benzynowe:                 | Silniki benzynowe:              | Silniki benzynowe: | Silniki benzynowe: | Silniki benzynowe: | Silniki benzynowe: |
| --------------------- | ------------------------------------- | ------------------ | ---------------------- | ------------------ | ---------------------------------- | ------------------------------- | ------------------ | ------------------ | ------------------ | ------------------ |
| 316i                  | R4 1,6 l (1597 cm³), DOHC             | wtrysk bezpośredni | 82,00 × 75,60 mm       | 12,0:1             | 122 KM (90 kW) przy 6000 obr./min  | 160 N·m przy 4250 obr./min      | 10,8 s             | 210 km/h           | 5,9 l / 100 km     | 2007–2009          |
| 318i                  | R4 2,0 l (1995 cm³), DOHC             | wtrysk EFi         | 84,00 × 90,00 mm       | 10,5:1             | 129 KM (95 kW) przy 5700 obr./min  | 180 N·m przy 3250 obr./min      | 10,0 s             | 208 km/h           | 7,3 l / 100 km     | 2005–2007          |
| 318i                  | R4 2,0 l (1995 cm³), DOHC             | wtrysk bezpośredni | 84,00 × 90,00 mm       | 12,0:1             | 136 KM (100 kW) przy 6000 obr./min | 190 N·m przy 4250 obr./min      | 9,3 s              | 210 km/h           | 6,3 l / 100 km     |                    |
| 318i                  | R4 2,0 l (1995 cm³), DOHC             | wtrysk bezpośredni | 84,00 × 90,00 mm       | 12,0:1             | 143 KM (105 kW) przy 6000 obr./min | 190 N·m przy 4250 obr./min      | 9,1 s              | 210 km/h           | 5,9 l / 100 km     | 2007–              |
| 320i                  | R4 2,0 l (1995 cm³), DOHC             | wtrysk EFi         | 84,00 × 90,00 mm       | 10,5:1             | 150 KM (110 kW) przy 6200 obr./min | 200 N·m przy 3600 obr./min      | 9,0 s              | 220 km/h           | 7,4 l / 100 km     | 2005–2009          |
| 320i                  | R4 2,0 l (1995 cm³), DOHC             | wtrysk bezpośredni | 84,00 × 90,00 mm       | 12,0:1             | 163 KM (120 kW) przy 6700 obr./min | 210 N·m przy 4250 obr./min      | 8,3 s              | 225 km/h           | 6,4 l / 100 km     |                    |
| 320i                  | R4 2,0 l (1995 cm³), DOHC             | wtrysk bezpośredni | 84,00 × 90,00 mm       | 12,0:1             | 170 KM (125 kW) przy 6700 obr./min | 210 N·m przy 4250 obr./min      | 8,2 s              | 228 km/h           | 6,1 l / 100 km     | 09.2007+           |
| 320si                 | R4 2,0 l (1997 cm³), DOHC             | wtrysk EFi         | 85,00 × 88,00 mm       | 11,0:1             | 173 KM (127 kW) przy 7000 obr./min | 200 N·m przy 4250 obr./min      | 8,1 s              | 225 km/h           | b.d.               |                    |
| 323i                  | R6 2,5 l (2497 cm³), DOHC             | wtrysk EFi         | 82,00 × 78,80 mm       | 11,0:1             | 177 KM (130 kW) przy 5800 obr./min | 230 N·m przy 3500–5000 obr./min | 7,9 s              | 229 km/h           | 8,4 l / 100 km     |                    |
| 323i                  | R6 2,5 l (2497 cm³), DOHC             | wtrysk EFi         | 82,00 × 78,80 mm       | 11,0:1             | 191 KM (140 kW) przy 5900 obr./min | 230 N·m przy 3250–5000 obr./min | 7,8 s              | 233 km/h           | 8,4 l / 100 km     |                    |
| 323i                  | R6 2,5 l (2497 cm³), DOHC             | wtrysk EFi         | 82,00 × 78,80 mm       | 11,0:1             | 203 KM (149 kW) przy 6000 obr./min | 244 N·m przy 4000 obr./min      | 7,4 s              | 210 km/h           | b.d.               |                    |
| 325i                  | R6 2,5 l (2497 cm³), DOHC             | wtrysk EFi         | 82,00 × 78,80 mm       | 11,0:1             | 218 KM (160 kW) przy 5800 obr./min | 250 N·m przy 2750–4250 obr./min | 7,0 s              | 245 km/h           | 8,4 l / 100 km     |                    |
| 325i                  | R6 3,0 l (2996 cm³), DOHC             | wtrysk bezpośredni | 85,00 × 88,00 mm       | 12,0:1             | 218 KM (160 kW) przy 6100 obr./min | 270 N·m przy 2400 obr./min      | 6,8 s              | 248 km/h           | 7,2 l / 100 km     |                    |
| 328i (US)             | R6 3,0 l (2996 cm³), DOHC             | wtrysk EFi         | 85,00 × 88,00 mm       | 10,7:1             | 233 KM (172 kW) przy 6500 obr./min | 271 N·m przy 2750 obr./min      | 6,3 s              | 209 km/h           | b.d.               |                    |
| 330i                  | R6 3,0 l (2996 cm³), DOHC             | wtrysk EFi         | 85,00 × 88,00 mm       | 10,7:1             | 257 KM (189 kW) przy 6600 obr./min | 300 N·m przy 2500–4000 obr./min | 6,1 s              | 250 km/h           | 8,7 l / 100 km     |                    |
| 330i                  | R6 3,0 l (2996 cm³), DOHC             | wtrysk bezpośredni | 85,00 × 88,00 mm       | 12,0:1             | 272 KM (200 kW) przy 6700 obr./min | 320 N·m przy 2750–3000 obr./min | 6,1 s              | 250 km/h           | 7,2 l / 100 km     |                    |
| 330i (US)             | R6 3,0 l (2979 cm³), DOHC, twin-turbo | wtrysk bezpośredni | 84,00 × 89,60 mm       | 10,4:1             | 304 KM (224 kW) przy 5800 obr./min | 407 N·m przy 1400–5000 obr./min | 5,4 s              | 209 km/h           | b.d.               |                    |
| 335i                  | R6 3,0 l (2979 cm³), DOHC, twin-turbo | wtrysk bezpośredni | 84,00 × 89,60 mm       | 10,2:1             | 306 KM (225 kW) przy 5800 obr./min | 400 N·m przy 1300–5000 obr./min | 5,6 s              | 250 km/h           | 9,6 l / 100 km     |                    |
| M3                    | V8 4,0 l (3999 cm³), DOHC             | wtrysk EFi         | 92,00 × 75,20 mm       | 12,0:1             | 420 KM (309 kW) przy 8300 obr./min | 400 N·m przy 3900 obr./min      | 4,8 s              | 270 km/h           | 12,4 l / 100 km    |                    |
| Silniki wysokoprężne: |                                       |                    |                        |                    |                                    |                                 |                    |                    |                    |                    |
| 316d                  | R4 2,0 l (1995 cm³), DOHC, turbo      | wtrysk common rail | 84,00 × 90,00 mm       | 16,5:1             | 115 KM (85 kW) przy 4000 obr./min  | 260 N·m przy 1750–2500 obr./min | 10,9 s             | 202 km/h           | 4,5 l / 100 km     |                    |
| 318d                  | R4 2,0 l (1995 cm³), DOHC, turbo      | wtrysk common rail | 84,00 × 90,00 mm       | 17,0:1             | 122 KM (90 kW) przy 4000 obr./min  | 280 N·m przy 1750–2000 obr./min | 10,6 s             | 206 km/h           | 5,3 l / 100 km     |                    |
| 318d                  | R4 2,0 l (1995 cm³), DOHC, turbo      | wtrysk common rail | 84,00 × 90,00 mm       | 16,5:1             | 136 KM (100 kW) przy 4000 obr./min | 300 N·m przy 1750 obr./min      | 9,5 s              | 210 km/h           | 4,7 l / 100 km     |                    |
| 318d                  | R4 2,0 l (1995 cm³), DOHC, turbo      | wtrysk common rail | 84,00 × 90,00 mm       | 16,0:1             | 143 KM (105 kW) przy 4000 obr./min | 300 N·m przy 1750–2000 obr./min | 9,3 s              | 210 km/h           | 4,7 l / 100 km     |                    |
| 318d                  | R4 2,0 l (1995 cm³), DOHC, turbo      | wtrysk common rail | 84,00 × 90,00 mm       | 16,0:1             | 143 KM (105 kW) przy 4000 obr./min | 320 N·m przy 1750–2000 obr./min | 9,1 s              | 210 km/h           | 4,5 l / 100 km     |                    |
| 320d ED               | R4 2,0 l (1995 cm³), DOHC, turbo      | wtrysk common rail | 84,00 × 90,00 mm       | 16,5:1             | 163 KM (120 kW) przy 4000 obr./min | 380 N·m przy 1900–2750 obr./min | 8,0 s              | 228 km/h           | 4,1 l / 100 km     |                    |
| 320d                  | R4 2,0 l (1995 cm³), DOHC, turbo      | wtrysk common rail | 84,00 × 90,00 mm       | 17,0:1             | 163 KM (120 kW) przy 4000 obr./min | 340 N·m przy 2000 obr./min      | 8,4 s              | 225 km/h           | 5,7 l / 100 km     |                    |
| 320d                  | R4 2,0 l (1995 cm³), DOHC, turbo      | wtrysk common rail | 84,00 × 90,00 mm       | 16,0:1             | 177 KM (130 kW) przy 4000 obr./min | 350 N·m przy 1750–3000 obr./min | 7,9 s              | 230 km/h           | 4,8 l / 100 km     |                    |
| 320d                  | R4 2,0 l (1995 cm³), DOHC, turbo      | wtrysk common rail | 84,00 × 90,00 mm       | 16,5:1             | 184 KM (135 kW) przy 4000 obr./min | 380 N·m przy 1900–2500 obr./min | 7,5 s              | 235 km/h           | 4,7 l / 100 km     |                    |
| 325d                  | R6 3,0 l (2993 cm³), DOHC, turbo      | wtrysk common rail | 84,00 × 90,00 mm       | 17,0:1             | 197 KM (145 kW) przy 3750 obr./min | 400 N·m przy 1300–3250 obr./min | 7,4 s              | 235 km/h           | 6,4 l / 100 km     |                    |
| 325d                  | R6 3,0 l (2993 cm³), DOHC, turbo      | wtrysk common rail | 84,00 × 90,00 mm       | 17,0:1             | 204 KM (150 kW) przy 3750 obr./min | 430 N·m przy 1750 obr./min      | 7,0 s              | 242 km/h           | 5,7 l / 100 km     |                    |
| 330d                  | R6 3,0 l (2993 cm³), DOHC, turbo      | wtrysk common rail | 84,00 × 90,00 mm       | 17,0:1             | 231 KM (170 kW) przy 4000 obr./min | 500 N·m przy 1750–3000 obr./min | 6,7 s              | 250 km/h           | 6,5 l / 100 km     |                    |
| 330d                  | R6 3,0 l (2993 cm³), DOHC, turbo      | wtrysk common rail | 84,00 × 90,00 mm       | 17,0:1             | 245 KM (180 kW) przy 4000 obr./min | 520 N·m przy 1750–3000 obr./min | 6,2 s              | 250 km/h           | 5,7 l / 100 km     |                    |
| 335d                  | R6 3,0 l (2993 cm³), DOHC, twin-turbo | wtrysk common rail | 84,00 × 90,00 mm       | 17,0:1             | 286 KM (210 kW) przy 4400 obr./min | 580 N·m przy 1750–2250 obr./min | 6,1 s              | 250 km/h           | 7,5 l / 100 km     |                    |

## Szósta generacja

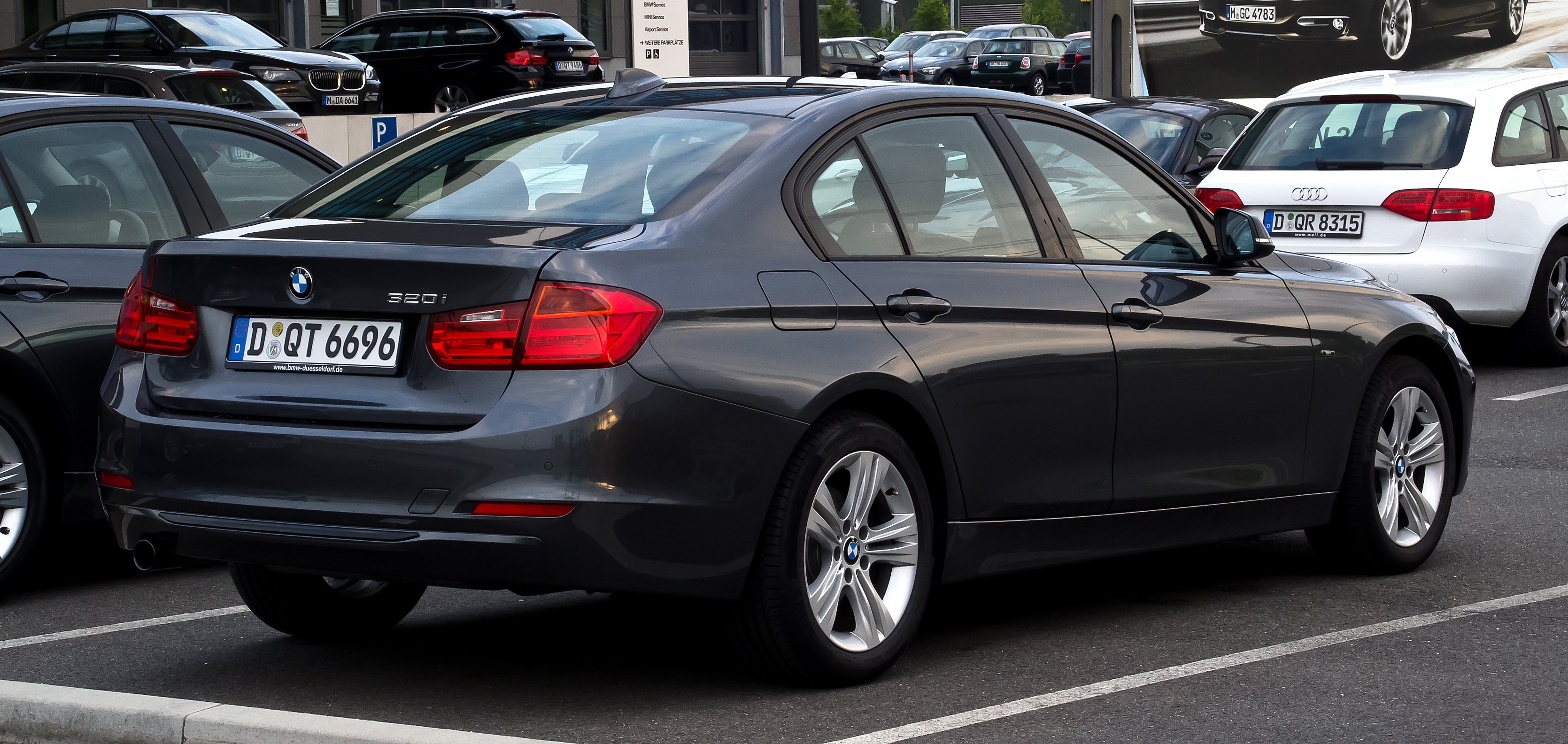
BMW serii 3 VI (F30) – tył

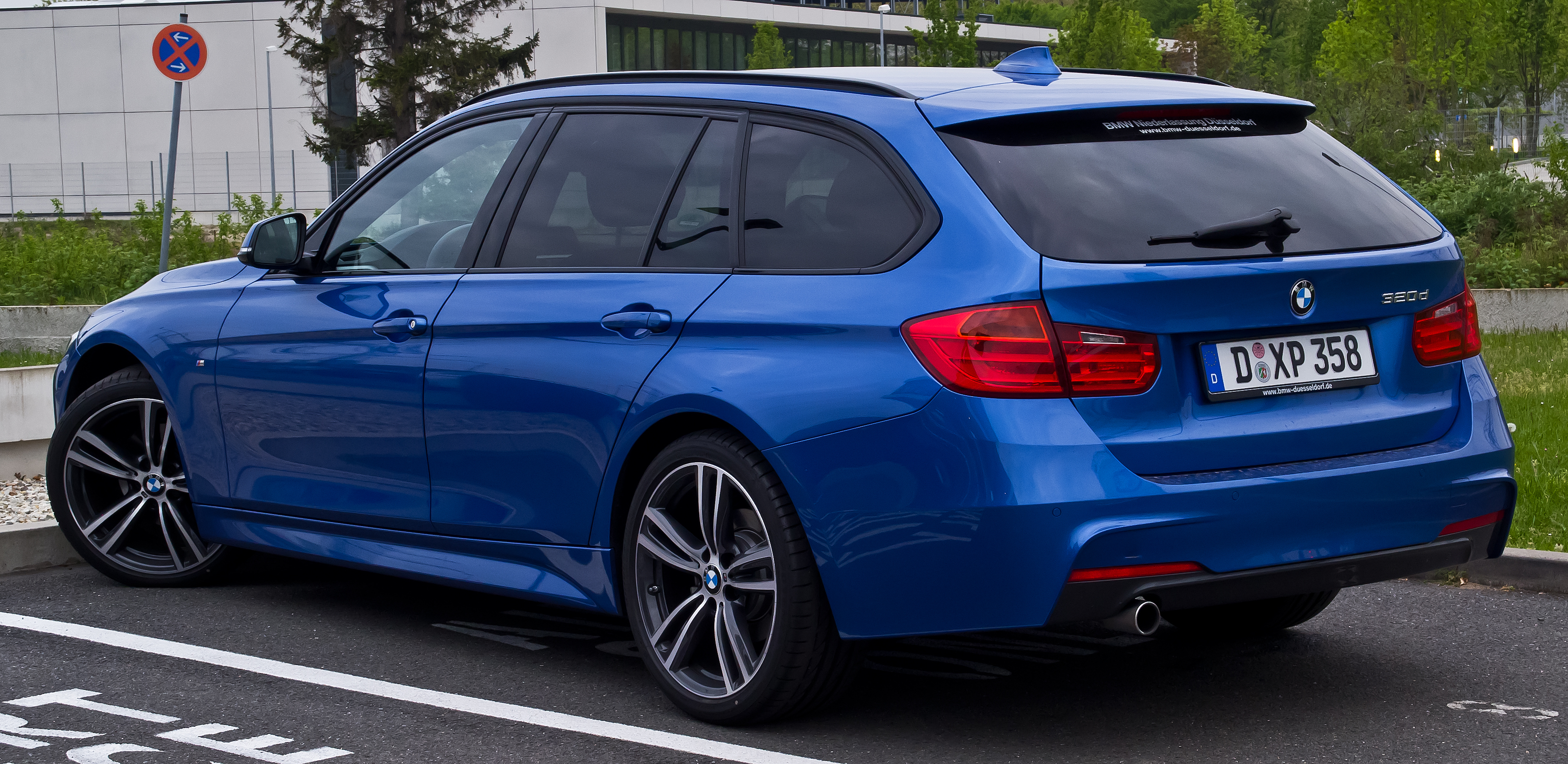
BMW serii 3 VI Touring (F31)

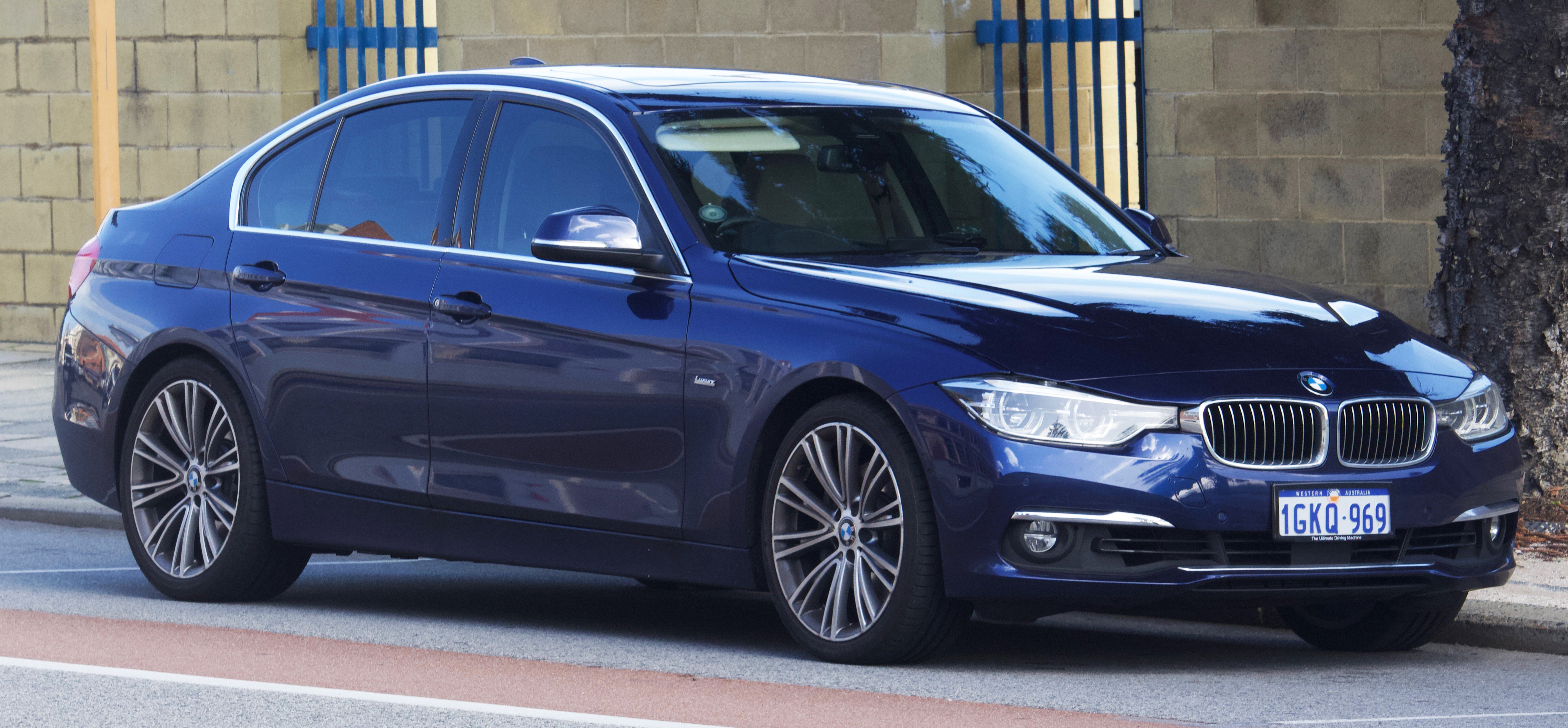
BMW serii 3 VI (F30) po liftingu

BMW serii 3 VI zadebiutowało pod koniec 2011 roku.
Samochód zastąpił poprzednika po ponad 6 latach rynkowego stażu, uzyskując kod fabryczny F30. Premiera pojazdu odbyła się 14 października 2011 roku. Pojazd posiada charakterystyczną stylistykę, wyróżniającą się grillem łączącym się płynnie z reflektorami. Pojazd wyposażono m.in. w wyświetlacz head-up, system kamer wspomagający parkowanie, układ kontroli pasa ruchu i martwego pola, asystenta hamowania, aktywny tempomat.
W połowie 2015 roku samochód przeszedł delikatny facelifting. Zmieniono reflektory i zderzaki, a także osłonę chłodnicy, w której ukrywany jest radar opcjonalnego adaptacyjnego tempomatu. Odrobinę zmieniono również wykonane w technologii LED tylne światła. Nieznacznie przeprojektowano również wnętrze, gdzie pojawiły się chromowane wstawki oraz nowa konsola środkowa z uchwytami na napoje. Ponadto zmodernizowano ofertę silnikową, tak by wszystkie jednostki spełniały normę Euro 6.
W 2016 roku BMW serii 3 było najchętniej wybieranym nowym modelem BMW w Polsce i trzecim najpopularniejszym nowym samochodem klasy premium na naszym rynku.

### Linie stylistyczne
Standardowy model można zindywidualizować pięcioma liniami stylistycznymi:
- Advantage Line,
- Sport Line,
- Modern line,
- Luxury Line,
- M Sport.

### Silniki
| Model                 | Układ cylindrów    | Pojemność          | Moc maks. (kW (KM) / obr./min) | Maks. moment obrotowy (Nm / obr./min) | 0–100 km/h         | Prędkość maksymalna (km/h) | Śr. zużycie paliwa (l/100km) |
| Silniki benzynowe:    | Silniki benzynowe: | Silniki benzynowe: | Silniki benzynowe:             | Silniki benzynowe:                    | Silniki benzynowe: | Silniki benzynowe:         | Silniki benzynowe:           |
| --------------------- | ------------------ | ------------------ | ------------------------------ | ------------------------------------- | ------------------ | -------------------------- | ---------------------------- |
| 316i                  | R4 (N13)           | 1598 cm³           | 100 (136) / 4400–6450          | 220 / 1350–4300                       | 8,9 (9,1)          | 210 (210)                  | 5,8–5,9 (5,8–5,9)            |
| 318i                  | R3 (B38)           | 1499 cm³           | 100 (136) / 4500–6000          | 220 / 1250–4300                       | 8,9 (9,1)          | 210 (210)                  | 5,5–5,1 (5,4–5,0)            |
| 320i ED               | R4 (N13)           | 1598 cm³           | 125 (170) / 4800               | 250 / 1500–4500                       | 7,5 (7,6)          | 230 (230)                  | 5,7–5,3 (5,8–5,4)            |
| 320i                  | R4 (N20)           | 1997 cm³           | 135 (184) / 5000               | 270 / 1250–4500                       | 7,3 (7,3)          | 235 (235)                  | 6,1–6,3 (5,9–6,0)            |
| 320i xDrive           | R4 (N20)           | 1997 cm³           | 135 (184) / 5000               | 270 / 1250–4500                       | 7,4 (7,5)          | 232 (230)                  | 6,8 (6,4–6,5)                |
| 320i                  | R4 (B48)           | 1998 cm³           | 135 (184) / 5000–6500          | 290 / 1350–4250                       | 7,2 (7,3)          | 235                        | 5,9–5,5 (5,8–5,3)            |
| 320i xDrive           | R4 (B48)           | 1998 cm³           | 135 (184) / 5000–6500          | 270 / 1350–4600                       | 7,5 (7,6)          | 232 (230)                  | 6,8–6,4 (6,1–5,7)            |
| 328i                  | R4 (N20)           | 1997 cm³           | 180 (245) / 5000-–6500         | 350 / 1250–4800                       | 5,9 (5,9)          | 250 (250)                  | 6,4 (6,3)                    |
| 328i xDrive           | R4 (N20)           | 1997 cm³           | 180 (245) / 5000–6500          | 350 / 1250–4800                       | 5,7 (5,8)          | 250 (250)                  | 6,8 (6,7)                    |
| 330i                  | R4 (B48)           | 1998 cm³           | 185 (252) / 5200–6500          | 350 / 1450–4800                       | 5,9 (5,8)          | 250 (250)                  | 6,1–6,5 (5,5–5,8)            |
| 330i xDrive           | R4 (B48)           | 1998 cm³           | 185 (252) / 5200–6500          | 350 / 1450–4800                       | 5,8                | 250 (250)                  | 6,2–5,9                      |
| 330e                  | R4 (B48)           | 1998 cm³           | 185 (248) / 5000–6500          | 420 / 1450–3700                       | 6,1                | 225                        | 5,8–4,9                      |
| 335i                  | R6 (N55)           | 2979 cm³           | 225 (306) / 5800–6000          | 400 / 1200–5000                       | 5,5 (5,2)          | 250 (250)                  | 5,0 (6,2)                    |
| 335i xDrive           | R6 (N55)           | 2979 cm³           | 225 (306) / 5800–6000          | 400 / 1200–5000                       | 5,3 (5)            | 250 (250)                  | 8,2 (7,6)                    |
| 340i                  | R6 (B58)           | 2998 cm³           | 240 (326) / 5500–6500          | 450 / 1380–5000                       | 5,2 (5,1)          | 250 (250)                  | 7,7–7,4 (6,8–6,5)            |
| 340i xDrive           | R6 (B58)           | 2998 cm³           | 240 (326) / 5500–6500          | 450 / 1380–5000                       | 5,0 (4,9)          | 250 (250)                  | 7,9–7,7 (7,3–6,9)            |
| ActiveHybrid 3        | R6                 | 2979 cm³           | 225 (306) / 5800–6000          | 400 / 1200–5000                       | (5,3)              | (250)                      | (5,9)                        |
| Silniki wysokoprężne: |                    |                    |                                |                                       |                    |                            |                              |
| 316d                  | R4                 | 1995 cm³           | 85 (116) / 4000                | 260 / 1750–2500                       | 10,9 (10,8)        | 202 (202)                  | 4,3–4,5 (4,3)                |
| 316d                  | R4                 | 1995 cm³           | 85 (116) / 4000                | 270 / 1250–2750                       | 10,7 (10,6)        | 205 (204)                  | 4,3–3,9 (4,3–3,9)            |
| 318d                  | R4                 | 1995 cm³           | 105 (143) / 4000               | 320 / 1750–2500                       | 9,0 (8,9)          | 212 (212)                  | 4,3–4,5 (4,3–4,5)            |
| 318d                  | R4 (B47)           | 1995 cm³           | 110 (150) /4000                | 320 / 1500–3000                       | 8,6 (8,4)          | 215 (212)                  | 4,4–4,0                      |
| 318d xDrive           | R4 (B47)           | 1995 cm³           | 110 (150) /4000                | 320 / 1500–3000                       | 8,8                | 212                        | 4,8–4,5                      |
| 320d                  | R4                 | 1995 cm³           | 135 (184) / 4000               | 380 / 1750–2750                       | 7,5 (7,4)          | 235 (230)                  | 4,5–4,6 (4,4–4,5)            |
| 320d ED               | R4                 | 1995 cm³           | 120 (163) / 4000               | 380 / 1750–2750                       | 8,0 (7,9)          | 230 (225)                  | 4,1 (4,1)                    |
| 320d xDrive           | R4                 | 1995 cm³           | 135 (184) / 4000               | 380 / 1750–2750                       | 7,5 (7,4)          | 233 (228)                  | 4,7–4,9 (4,6–4,8)            |
| 320d                  | R4 (B47)           | 1995 cm³           | 140 (190) /4000                | 400 / 1750–2500                       | 7,3 (7,2)          | 235 (230)                  | 4,4–4,0                      |
| 320d xDrive           | R4 (B47)           | 1995 cm³           | 140 (190) /4000                | 400 / 1750–2500                       | 7,4 (7,3)          | 233 (228)                  | 4,8–4,4 (4,7–4,3)            |
| 325d                  | R4                 | 1995 cm³           | 160 (218) / 4400               | 450 / 1500–2500                       | 6,8 (6,6)          | 245                        | 5,0–4,9 (4,8–4,6)            |
| 330d                  | R6                 | 2993 cm³           | 190 (258) / 4000               | 560 / 1500–3000                       | (5,6)              | (250)                      | (4,9)                        |
| 330d xDrive           | R6                 | 2993 cm³           | 190 (258) / 4000               | 560 / 1500–3000                       | (5,3)              | (250)                      | (5,2)                        |
| 335d xDrive           | R6                 | 2993 cm³           | 230 (313) / 4400               | 630 / 1500–2500                       | (4,8)              | (250)                      | 5,5–5,4                      |

## Siódma generacja

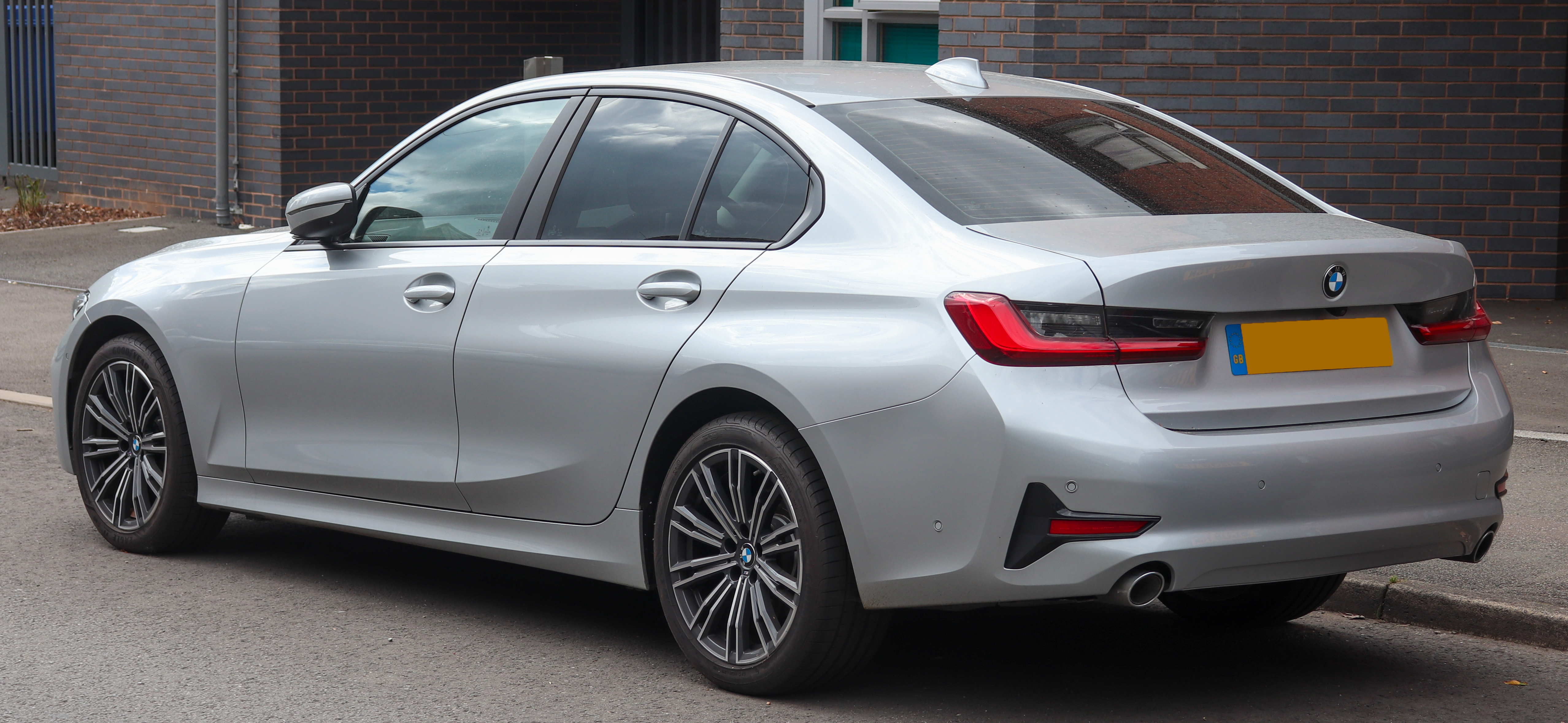
BMW serii 3 VII (G20) – tył

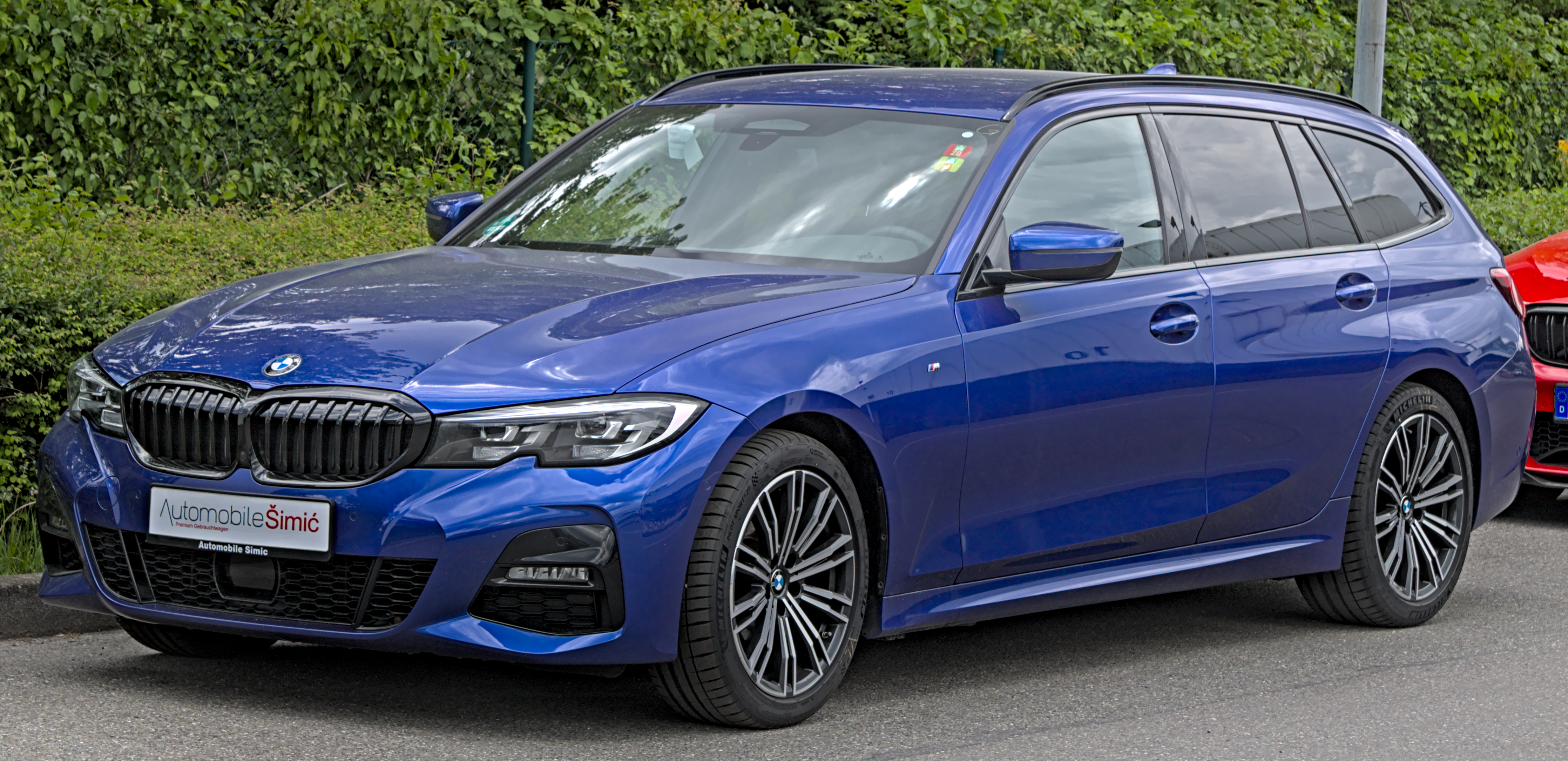
BMW serii 3 VII Touring (G21) M Sport

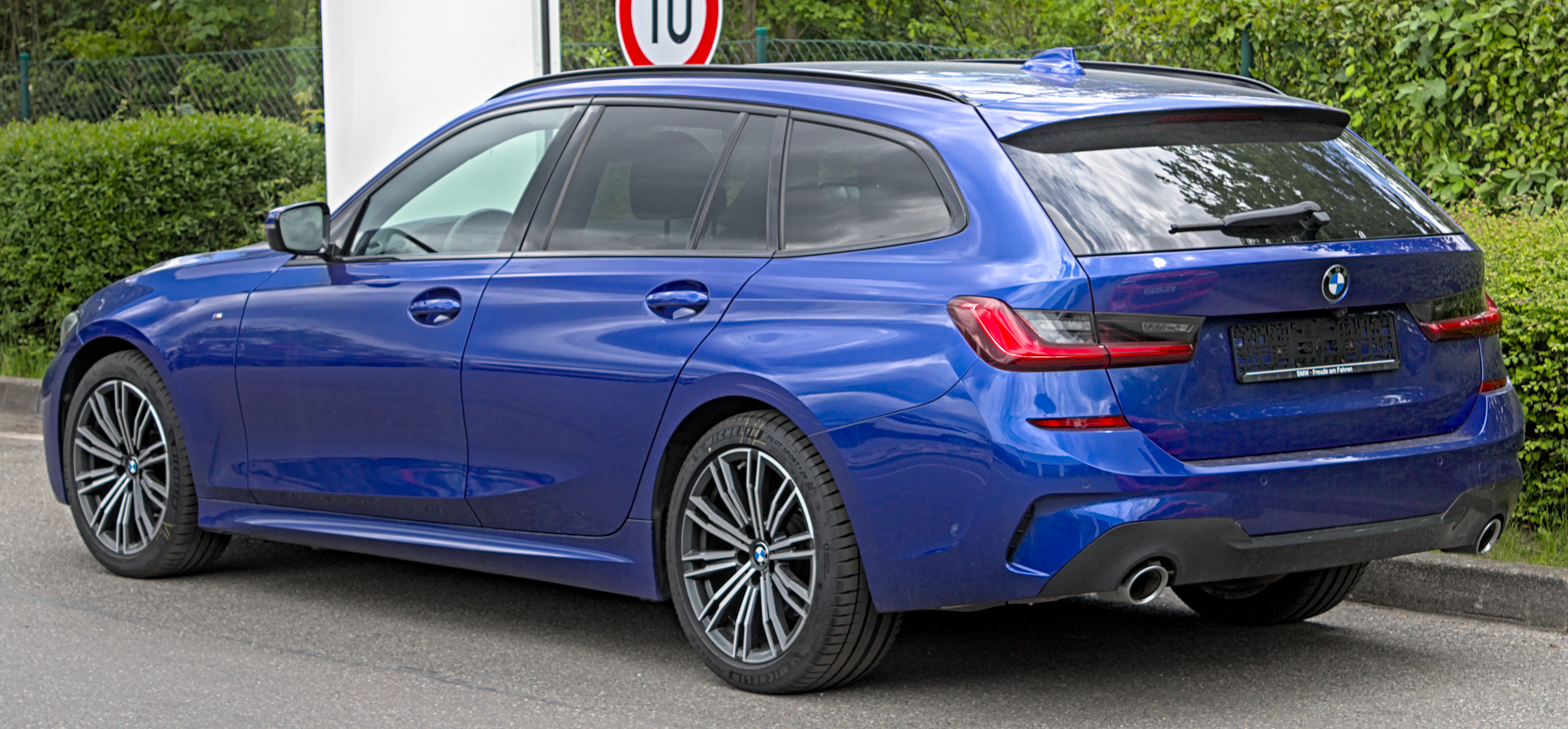
BMW serii 3 VII Touring (G21) M Sport – tył

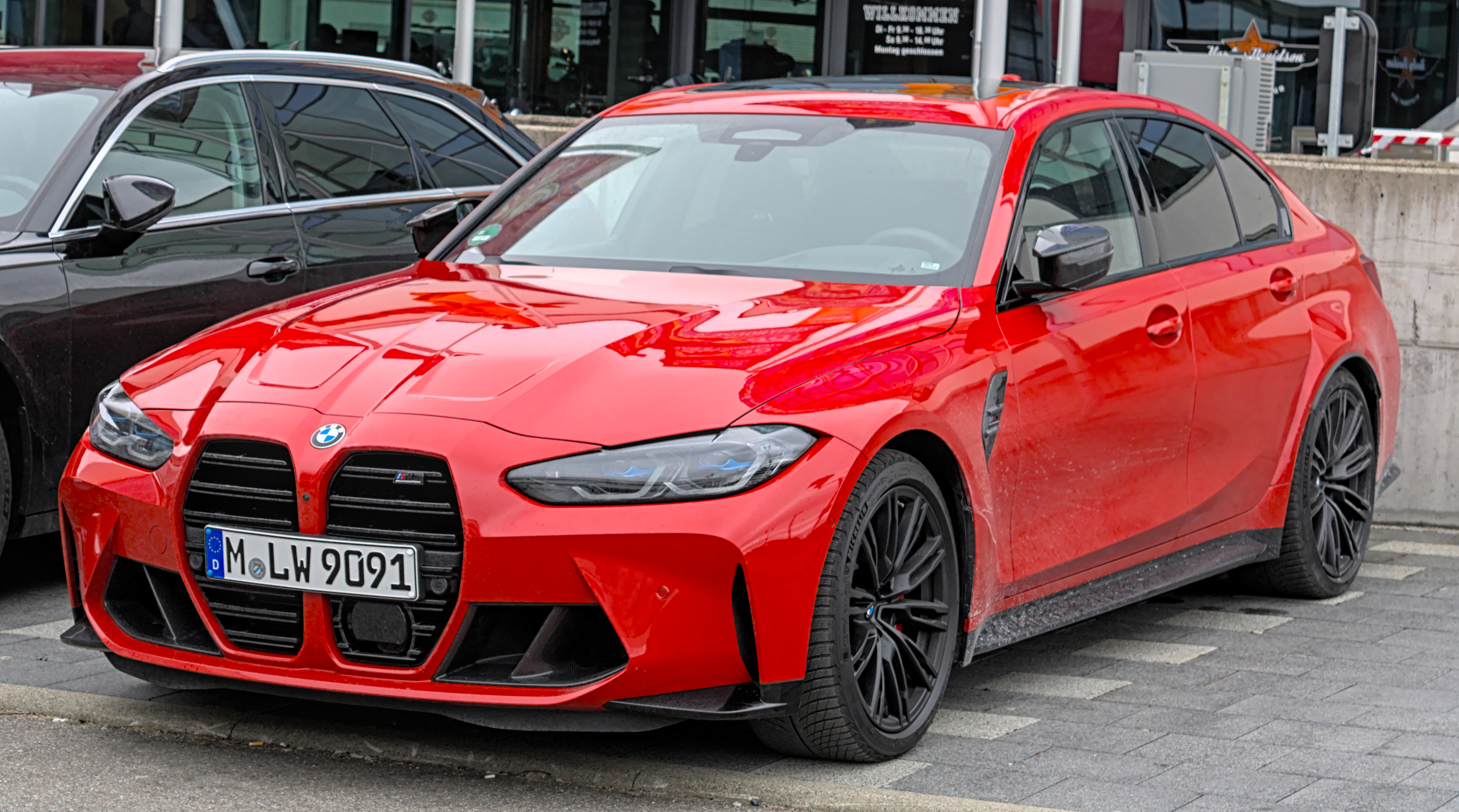
BMW M3 (G80)

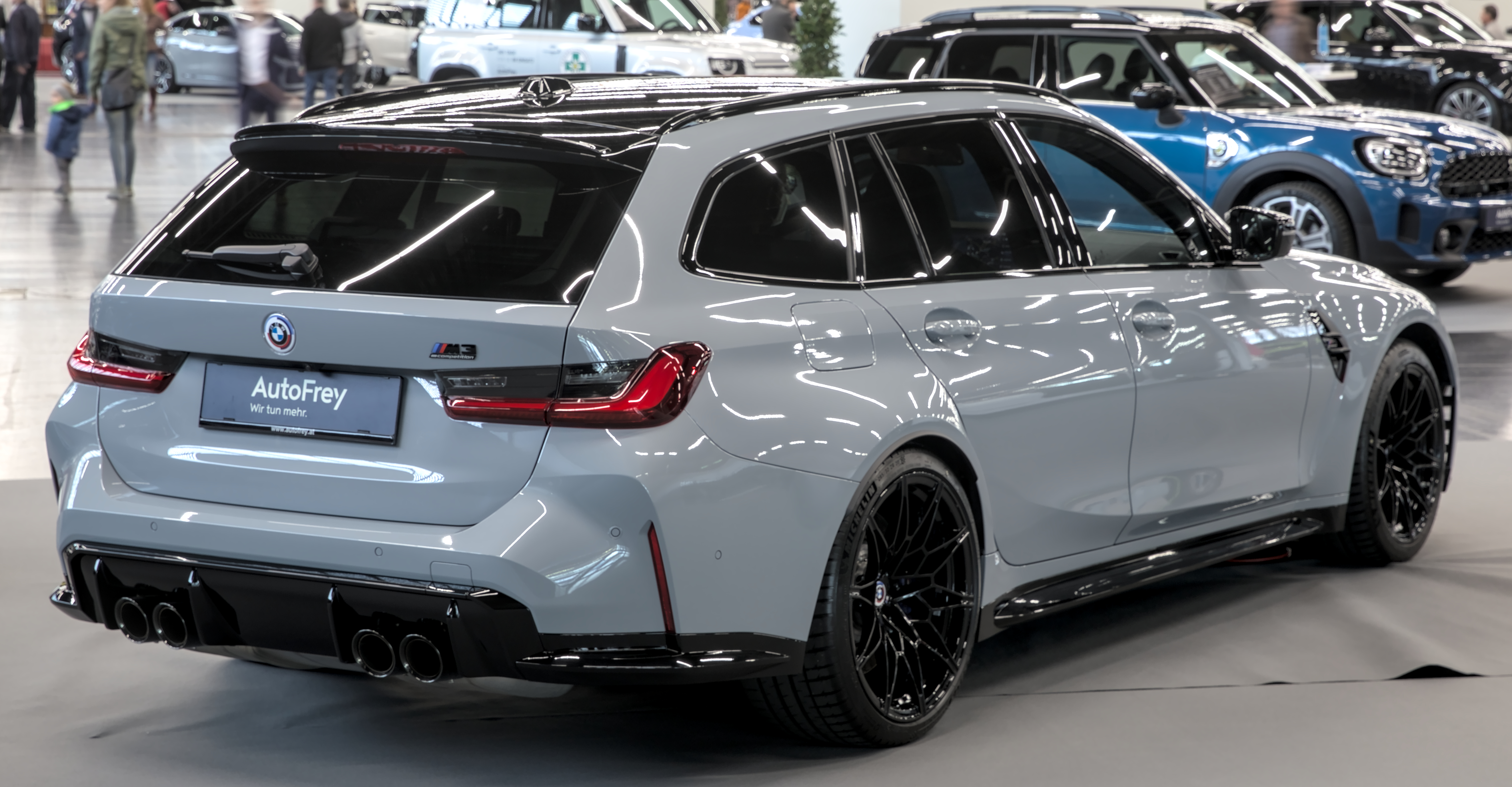
BMW M3 Touring (G81)

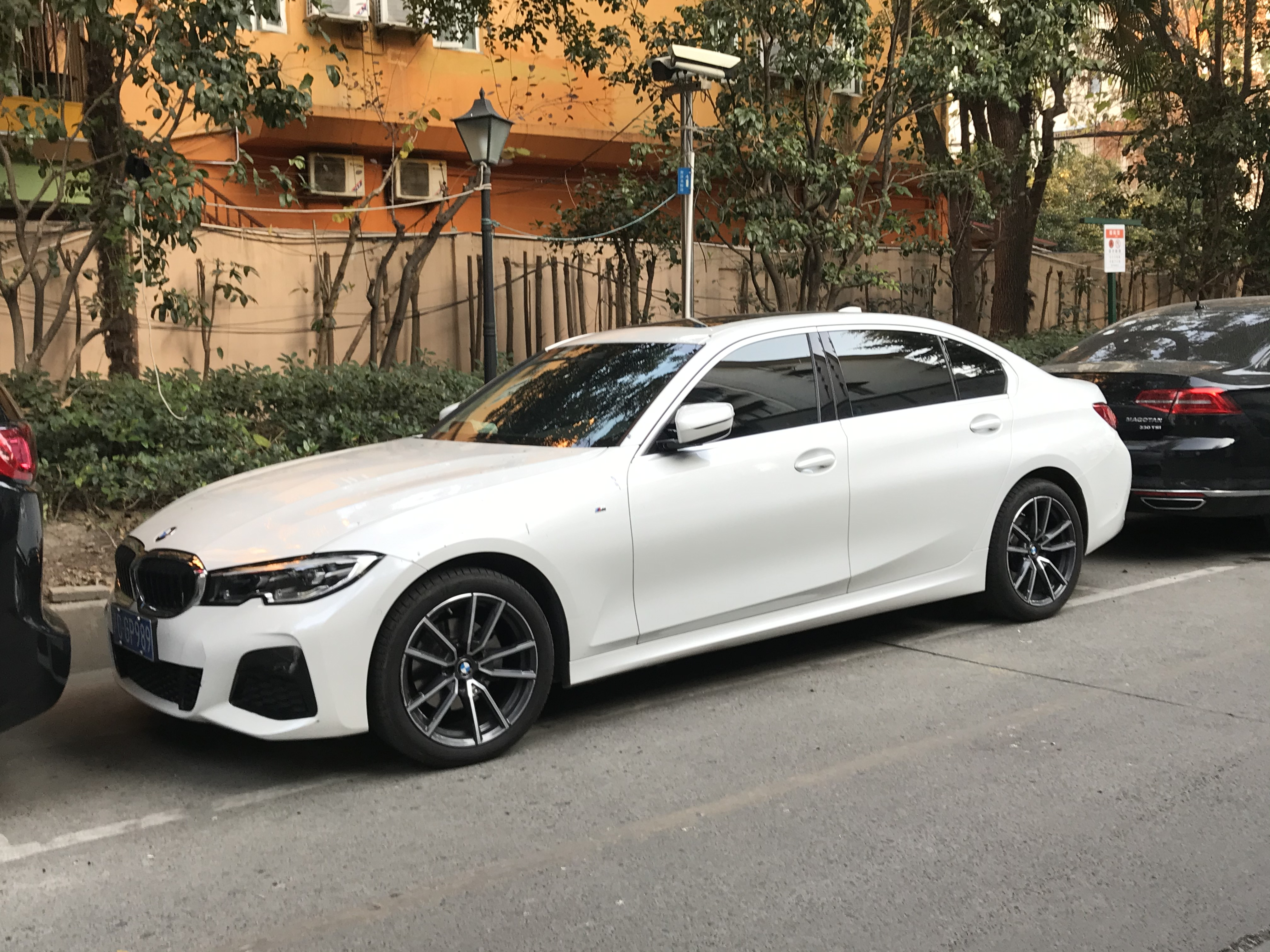
chińskie BMW 325Li (G28)

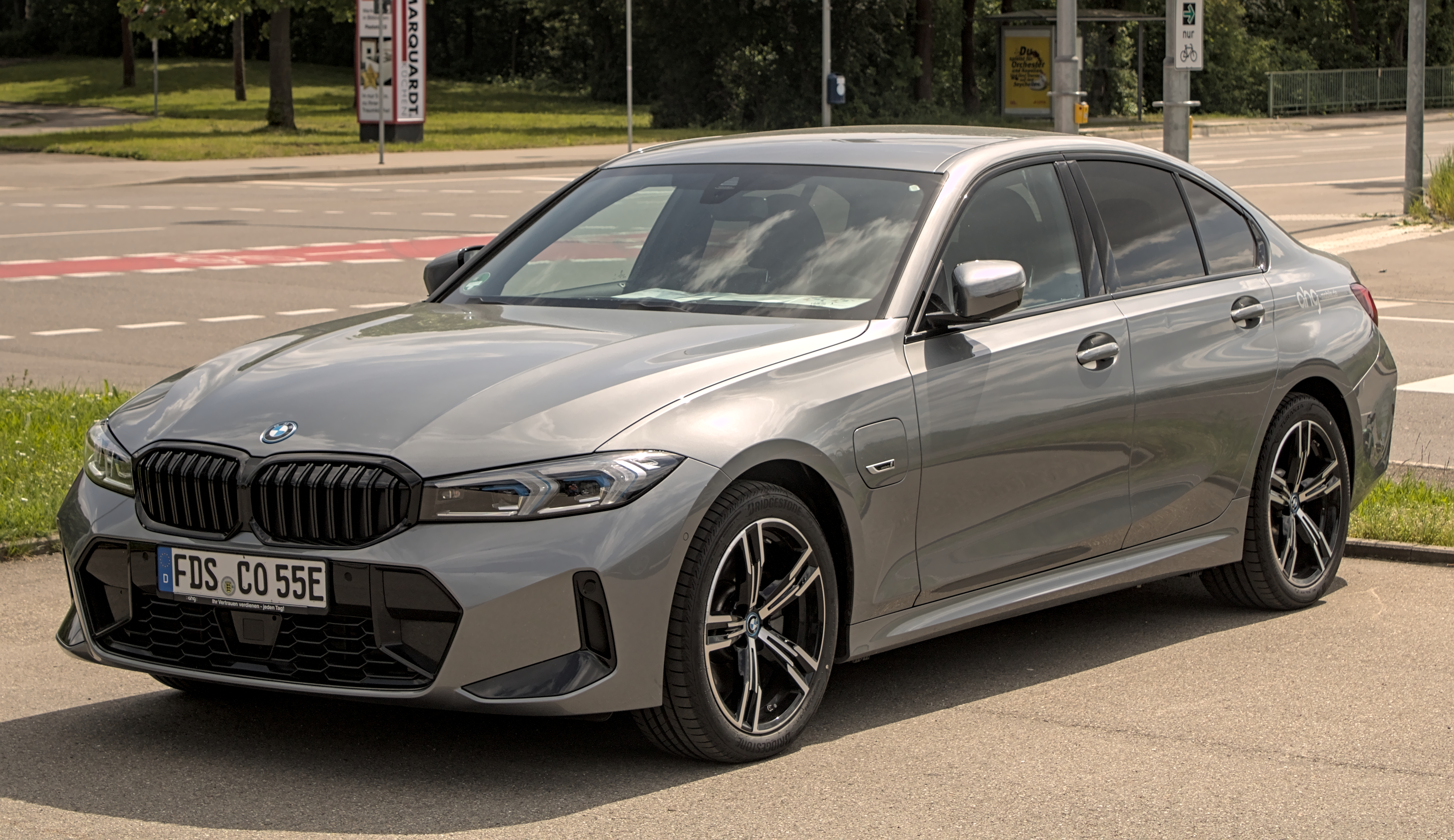
BMW serii 3 VII (G20) po liftingu

BMW serii 3 VII został po raz pierwszy zaprezentowany w 2018 roku.
Tradycyjnie już dla BMW, prezentując nową generację Serii 3 zaprezentowana została najpierw wersja sedan, która otrzymała tym razem kod fabryczny G20 i została zaprezentowana przed światową publicznością na Paris Motor Show. Zastępując dotychczasowy wariant po 7 latach produkcji, samochód zachował dotychczasowe, typowe dla modelu proporcje nadwozia z podłużną, nisko osadzoną maską i krótkim, ściętym tyłem. Jednocześnie, linia nadwozia zyskała łagodniejszą strukturę, a pas przedni przyozdobiły rozleglejsze niż dotychczas, dwumodułowe reflektory.
Podobnie jak w przypadku poprzednika, gama siódmej generacji BMW serii 3 wraz z kolejnymi miesiącami produkcji została poszerzona o kolejne warianty. W czerwcu 2019 roku do sprzedaży trafiło 5-drzwiowe kombi o kodzie fabrycznym G21, które wyróżniło się większym niż dotychczas przedziałem transportowym mogącym pomieścić do 500 litrów bagażu przy rozłożonym drugim rzędzie siedzeń lub 1510 litrów przy złożonym.

### 3 Li
W styczniu 2019 BMW przedstawiło specjalny wariant Serii 3 opracowany specjalnie z myślą o rynku chińskim, który wzorem poprzedniej generacji zyskał wydłużony o 110 mm rozstaw osi zapewniający większą przestrzeń w drugim rzędzie siedzeń. Model ze specjalnym sufiksem „Li” w nazwie i innym kodem fabrycznym G28 trafił do produkcji w zakładach BMW-Brilliance w Shenyang, początkowo wyłącznie dla rynku lokalnego. W lipcu 2021 chińskie, wydłużone 3 Li rozpoczęto eksportować także do Malezji.

### M3
We wrześniu 2020 w oparciu o siódmą generację BMW serii 3 opracowana została topowa, wyczynowa odmiana z serii BMW M3. Podobnie jak w przypadku poprzedników, samochód zyskał nie tylko obszerne modyfikacje techniczne, ale i obszerne zmiany wizualne. Pas przedni zdobiony przez kontrowersyjne, pionowe podwójne wloty powietrza i węższe, agresywnie stylizowane reflektory zapożyczono z pokrewnego M4. Podobnie jak on, samochód otrzymał też poszerzone nadkola i obszerny tylny dyfuzor.
Do napędu kolejnej generacji BMW M3 wykorzystany został rzędowy, sześciocylindrowy silnik benzynowy wyposażony w dwie turbosprężarki. Moc wynosi 480 KM w przypadku odmiany wyposażonej w 6-biegową przekładnię manualną lub 510 KM w przypadku odmiany Performance wyróżniającej się 8-biegową skrzynią automatyczną.

### Modernizacje
W maju 2022 roku samochód przeszedł kompleksową modernizację, która przyniosła zmiany wizualne w nadwoziu i kabinie pasażerskiej, bez większych modyfikacji w gamie jednostek napędowych. Z zewnątrz pojawiły się ostrzej zarysowane reflektory, większy i bardziej kanciasty wlot powietrza, a także nowe wzory przedniego oraz tylnego zderzaka. Rozległe zmiany przeszła także kabina pasażerska, gdzie wzorem innych nowych konstrukcji BMW zdecydowano się zastąpić dotychczasowy analogowy układ cyfrowym.
Konsola centralna została okrojona z przełączników, zyskała niżej osadzone nawiewy o nowym wzorze, a deskę rozdzielczą zdominowała zakrzywiona tafla szkła pociągnięta od krawędzi kierownicy do fotela pasażera. Utworzyły ją dwa ekrany: 12,3 calowy wskaźników i dotykowy, 14,3 calowy systemu multimedialnego. Dotychczasową dźwigienkę wyborów trybów jazdy w skrzyni automatycznej zastąpiono też bardziej minimalistycznym przyciskiem typu selektor shift-by-wire.
W maju 2024 roku samochód przeszedł drobne zmiany kosmetyczne. Modernizacja nie ominęła także sportowej wersji M3. Samochód uzyskał taki sam kokpit co w odświeżonej serii 4. Podwozie otrzymało nową konfigurację w celu lepszego komfortu. Modele 330i i 330d od tej pory są dostępne wyłącznie z napędem na wszystkie koła xDrive. Hybrydowe 330e plug-in ma teraz większy akumulator o pojemności 19,5 kWh, który można ładować z mocą do 11 kW. Natomiast wariant 320d nie jest już oferowany. 

### Linie stylistyczne
- Advantage
- Sport Line
- Luxury Line
- M Sport

### Silnik
| Model                         | W produkcji | Silniki                                  | Moc                                     | Moment obrotowy                 | 0–100 km/h |
| ----------------------------- | ----------- | ---------------------------------------- | --------------------------------------- | ------------------------------- | ---------- |
| 318i/320Li                    | od 2020     | 2.0 L B48A R4 turbo                      | 154 KM (115 kW) przy 4500–6500 obr./min | 250 Nm przy 1300–4300 obr./min  | 8,9 s      |
| 320i/325Li                    | od 2019     | 2.0 L B48A R4 turbo                      | 181 KM (135 kW) przy 5000–6500 rpm      | 300 Nm przy 1350–4000 obr./min  | 7,1 s      |
| 320i                          | od 2019     | 1.6 L N20 R4 turbo                       | 168 KM (125 kW) przy 5000–6000 obr./min | 250 Nm przy 2000–4700 obr./min  | 7,7 s      |
| 320e                          | 2021–2024   | 2.0 L B48 R4 turbo + silnik elektryczny  | 201 KM (150 kW) przy 5000–6500 obr./min | 350 Nm przy 1450–3700 obr./min  | 7,1 s      |
| 330i / 330Li                  | od 2019     | 2.0 L B48B R4 turbo                      | 245 KM (190 kW) przy 5000–6500 obr./min | 400 Nm przy 1550–4400 obr./min  | 5,8 s      |
| 330e                          | od 2019     | 2.0 L B48A R4 turbo + silnik elektryczny | 248 KM (185 kW)                         | 420 Nm                          | 5,9 s      |
| M340i                         | od 2019     | 3.0 L B58 R6 turbo                       | 382 KM (285 kW) przy 5800–6500 obr./min | 500 Nm przy 1800–5000 obr./min  | 4,4 s      |
| Alpina B3                     | od 2019     | 3.0 L S58 R6 turbo                       | 456 KM (340 kW) przy 5500–7000 obr./min | 700 Nm przy 2500–4500 obr./min  | 3,8 s      |
| M3 (G80)                      | od 2021     | 2993 cm³ R6 turbo S58B30B                | 480 KM przy 6250 obr./min.              | 550 Nm przy 2650–6130 obr./min. | 4,2 s      |
| M3 Competition M xDrive (G80) | od 2021     | 2993 cm³ R6 turbo S58B30A                | 510 KM przy 6250 obr./min               | 650 Nm przy 2750-5500 obr./min  | 3,5 s      |

Wysokoprężne:
| Model       | W produkcji | Silniki                 | Moc                                     | Moment obrotowy                | 0–100 km/h |
| ----------- | ----------- | ----------------------- | --------------------------------------- | ------------------------------ | ---------- |
| 316d        | od 2020     | 2.0 L B47 R4 turbo      | 122 KM (90 kW) przy 4000 obr./min       | 300 Nm przy 1500–2500 obr./min | 9,9 s      |
| 318d        | od 2019     | 2.0 L B47 R4 turbo      | 148 KM (110 kW) przy 4000 obr./min      | 320 Nm przy 1500–3000 obr./min | 8,4 s      |
| 320d        | od 2019     | 2.0 L B47 R4 turbo      | 188 KM (140 kW) przy 4000 obr./min      | 400 Nm przy 1750–2500 obr./min | 6,9 s      |
| 330d        | od 2019     | 3.0 L B57 R6 turbo      | 261 KM (195 kW) przy 4000 obr./min      | 580 Nm przy 1750–2750 rpm      | 5,5 s      |
| M340d       | od 2020     | 3.0 L B57 R6 twin-turbo | 335 KM (250 kW) przy 4400 obr./min      | 700 Nm przy 1750–2250 obr./min | 4,6 s      |
| Alpina D3 S | od 2020     | 3.0 L B57 R6 twin-turbo | 350 KM (261 kW) przy 4000–4200 obr./min | 730 Nm przy 1750–2750 obr./min | 4,6 s      |

### i3

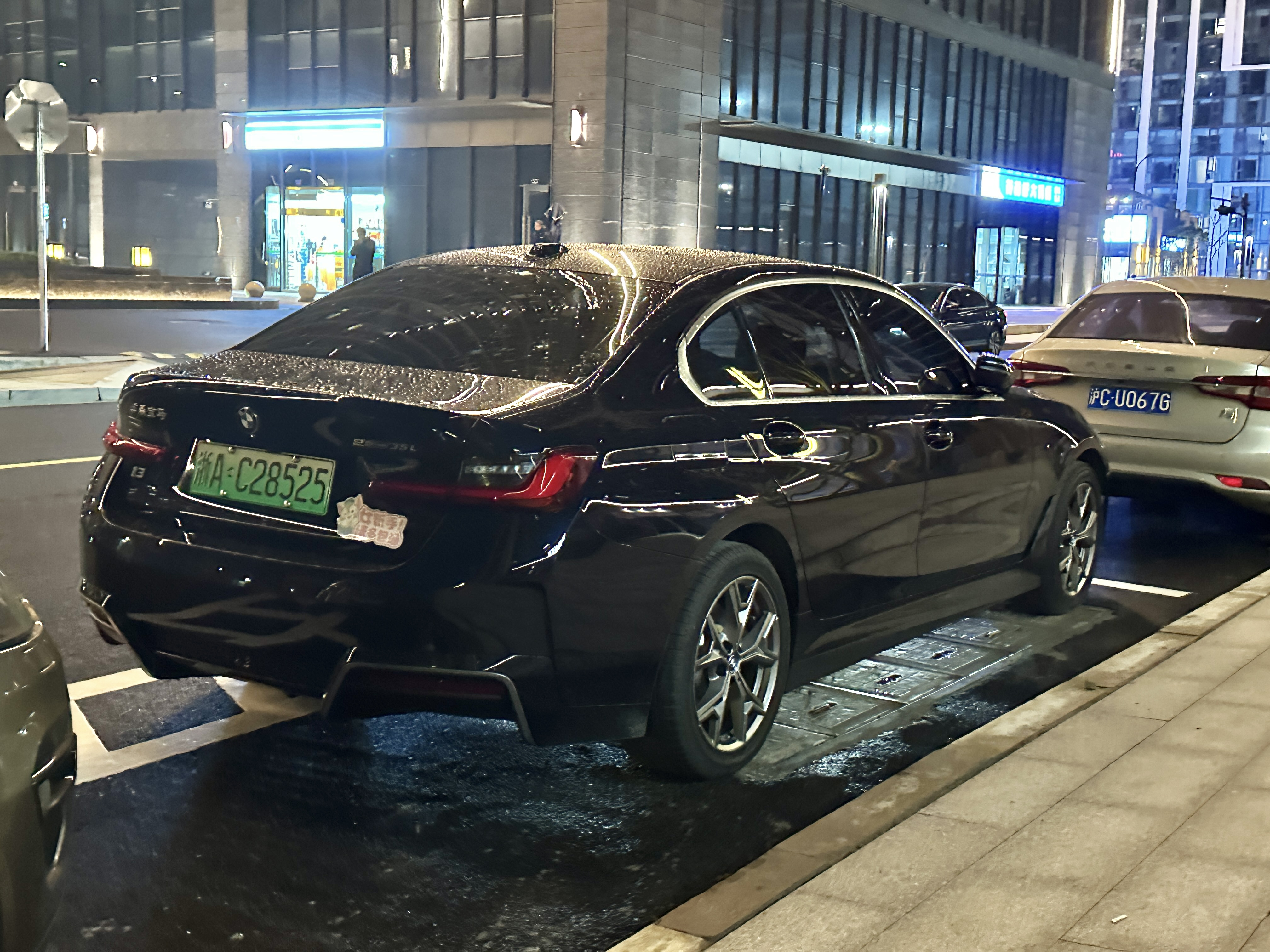
BMW i3 eDrive35L (G38) - tył

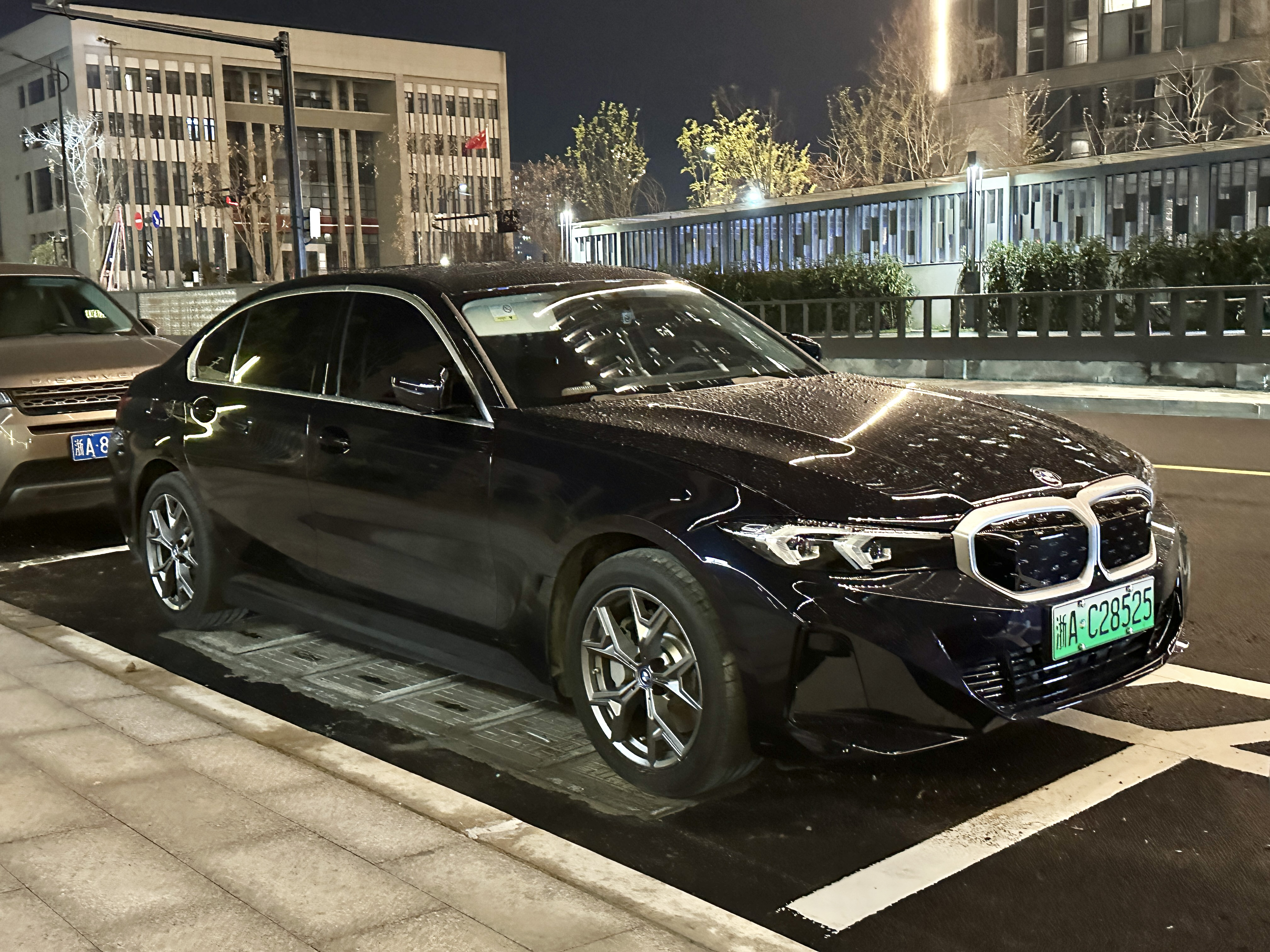
BMW i3 eDrive35L (G38) na parkingu

BMW i3 zostało zaprezentowane po raz pierwszy w 2022 roku.
Po 9 latach produkcji dotychczasowego elektrycznego modelu o nazwie i3, niemiecka firma zdecydowała się wygasić jego produkcję na rzecz większych modeli powiązanych konstrukcyjnie ze spalinowymi odpowiednikami. Jeszcze przed wycofaniem samochodu zadebiutowało nowe BMW i3, tym razem będące nie miejskim hatchbackiem, lecz dużą elektryczną limuzyną.
Samochód powstał jako elektryczna odmiana wydłużonego, chińskiego BMW serii 3 Li, odróżniając się od niego minimalnym zakresem detali. Atrapę chłodnicy zastąpiły plastikowe zaślepki, a zderzaki, progi i imitację dyfuzora wzbogaciły niebieskie akcenty. W kabinie pasażerskiej zastosowano znany z modelu i4 większy ekran systemu multimedialnego połączony jedną taflą z cyfrowymi zegarami.

### Sprzedaż
W przeciwieństwie do podobnej wielkości liftbacka i4, który oferowany jest na rynkach globalnych z europejskim włącznie, BMW i3 zbudowano wyłącznie z myślą o rynku chińskim. Podobnie jak pokrewne BMW serii 3 Li, samochód produkowany jest w zakładach BMW-Brilliance w Shenyang wyłącznie z myślą o rynku chińskim bez planów eksportowych.

### Dane techniczne
Do napędu BMW i3 wykorzystany został montowany już w modelach i4 i iX3 układ, który przenosi moc na tylną oś i za pomocą silnika elektrycznego rozwija odpowiednio 286 KM mocy oraz 400 Nm maksymalnego momentu obrotowego. Takie parametry pozwalają rozpędzić się do 100 km/h w 6,2 sekundy, z kolei bateria o pojemności 66,1 kWh pozwala przejechać na jednym ładowaniu do ok. 526 kilometrów według chińskiej procedury pomiarowej.